# 남아프리카 공화국
남아프리카 공화국(영어: Republic of South Africa 리퍼블릭 오브 사우스 아프리카[*], RSA/SA(iso code), 아프리칸스어: Republiek van Suid-Afrika 레퓌블릭 판 사위트 아프리카)은 아프리카 대륙 최남단에 자리한 공화국이다. 줄여서 남아공(南阿共)이라고 불리기도 한다. 남아프리카 공화국은 5,919만 명에 달하는 인구를 보유하여 세계에서 24번째로 인구가 많은 국가이며, 국가 면적은 대략 1,221,037 km²에 달한다.

## 수도
남아프리카 공화국은 3개의 수도를 가지고 있는데, 행정수도는 프리토리아, 입법수도는 케이프타운, 사법수도는 블룸폰테인이다.

## 인류
남아프리카 공화국 국민의 80%는 흑인 혈통이며, 다양한 아프리카계 언어들을 사용하는 민족들로 구성되어 있다. 나머지 20%에는 대부분 유럽계, 그온 아시아계 국민들이 포함된다.

## 국경
남아프리카 공화국은 아프리카 남부 해안선 2,798킬로미터를 점하고 있으며, 남대서양과 인도양에 동시에 국경을 걸치고 있다. 북부에는 나미비아, 보츠와나, 짐바브웨가 있으며, 동부와 북동부에는 모잠비크와 에스와티니가 있고, 내부에 내륙국인 레소토가 자리하고 있다.
남아프리카 공화국은 구세계, 혹은 동반구에서 가장 남쪽에 있는 나라이기도 하다. 남아프리카 공화국은 다민족 국가로 다양한 문화와 언어, 종교들이 뒤섞여 있다. 이를 잘 보여주듯이 헌법에도 11개의 공식 언어가 등재되어 있으며, 이는 세계에서 4번째로 많은 양이다. 2011년 조사 결과에 의하면, 공화국에서 가장 많이 쓰인 언어는 22%의 줄루어, 그 다음이 16%의 코사어다. 그 뒤로는 네덜란드어에서 유래하여 다수의 백인계 국민이 사용하는 아프리칸스가 13.5%이며, 영국 식민지의 경험으로 인하여 영어도 9.6%나 사용된다. 특히 영어는 국제 공용어의 지위 때문에 공공, 그리고 상업적으로 상당히 많이 쓰이는 언어이기도 하다. 남아프리카 공화국은 아프리카에서는 드물게 한번도 쿠데타가 일어나지 않은 국가로, 거의 100년 가깝게 선거로 지도자들을 선출해왔다. 다만 1994년까지는 흑인들에게 선거권을 제대로 부여하지 않았다는 역사적 한계점도 동시에 존재한다.
20세기 내내, 국민의 다수를 차지해온 흑인들은 기득권인 소수 백인층에 맞서 동등한 권리를 요구해왔고, 이는 남아프리카 공화국 근현대사의 중추를 이룰 정도로 큰 영향을 미쳤다. 1948년에 당시 여당이었던 국민당은 최악의 인종차별 정책인 아파르트헤이트를 공공연히 실시하였고, 이후 아프리카 국민회의 등이 이끄는 국내외 운동가들의 노력에 힘입어 1980년대부터는 점차 정책이 완화되기 완화하기 시작하였다. 1994년에는 드디어 모든 사람들이 인종과 언어에 상관없이 동등한 정치권을 누릴 수 있게 되었으며, 법치주의와 평등의 가치가 제대로 도입되었다. 이후 남아프리카 공화국은 민족적 다양성이 매우 풍부한 국가로 발전하였는데, 이 때문에 외국인들은 남아프리카 공화국을 종종 ‘무지개 나라’ 부르기도 한다.
남아프리카 공화국은 개발도상국으로 평가되며, 인간개발지수는 세계 113위로 아프리카에서 7번째로 높다. 세계은행은 남아프리카 공화국을 아프리카 2위의 경제국으로 평가하며 신흥산업국으로 분류하였고, 세계 순위로 따지자면 경제규모 33위를 차지하였다. 또한 아프리카 대륙에서 가장 많은 유네스코 세계문화유산을 보유하고 있다. 국제사회에서 남아프리카 공화국을 중견국으로 평가하나, 워낙 약소국이 많은 아프리카의 현실 탓에 아프리카 대륙 내에서는 나름대로 지역강국으로 평가받기도 한다. 남아프리카 공화국은 커먼웰스와 G20의 회원국이기도 하다. 다만 여전히 남아프리카 공화국에는 범죄와 가난, 불평등이 만연해 있으며, 국민의 4분의 1이 안정적인 직업을 구하지 못하고 하루 1.25달러 미만으로 생활하고 있다.

## 역사
남아프리카 공화국은 세계에서 가장 오래된 고인류 유적지를 가지고 있을 만큼 인간이 거주한 지 오래된 국가이다. 고고학자들은 가퉁 지방에 있는 동굴들에서 현존하는 가장 오래된 인간 유골들 중 하나를 발견하였으며, 그 외에도 여러 지방들에서도 거주지 유적, 사냥터 유적, 인간 유골들을 다수 발견한 바 있다. 고고학자들은 이를 토대로 당시 오스트랄로피테쿠스가 적어도 약 3백만년 전부터는 남아프리카에 살기 시작한 것으로 추정하고 있으며, 그 외에도 호모 에렉투스, 호모 로데시엔시스, 호모 에르가스테르, 호모 하빌리스, 호모 날레디 등이 살고 있었으며, 또한 현생 인류의 직접 조상인 호모 사피엔스도 함께 살고 있었다고 여기고 있다. 현생 인류는 아프리카 남부에 최소한 17만년 이상 살고 있었다고 추정된다. 이후 남아프리카에서는 철제 농기구와 무기를 사용하는 반투족이 점차 퍼져나가기 시작하였다. 이들은 4세기와 5세기 사이에 현재 보츠와나와 짐바브웨 사이에 있는 림포포 강 남부까지 빠르게 이르렀으며, 이후 이 곳에 본래 살고 있던 코이코이족과 산족들을 흡수한 후 끊임없이 남진을 계속하였다. 반투족들 가운데 가장 빠른 속도로 남진한 부족 그룹은 코사족으로, 그레이트피시 강까지 도달하며 철기 문화를 퍼뜨리고 토착 민족들을 흡수해들였다.

### 포르투갈 탐험대
유럽인들이 처음으로 남아프리카 지역에 도착했을 즈음, 남아프리카에 거주하고 있던 원주민들은 대부분 약 1,000여 년 전쯤에 아프리카 타 지방에서 이주해온 반투족들이었다. 이들은 크게 코사족과 줄루족으로 나뉘어 살고 있었던 것이다.
1487년에는 포르투갈 탐험가인 바르톨로뮤 디아스가 유럽인으로서는 최초로 아프리카 남부에 원정을 떠났다. 12월 4일, 그는 현재 나미비아 지역에 있는 왈비스 만에 상륙하였고, 이후 그는 아프리카 대륙 서안을 따라 남진을 계속하였다. 그러나 1488년 1월 8일 이후에는 격렬한 폭풍에 가로막힌 탓에 해안가에서 바다쪽으로 떠밀려 나와, 아프리카 최남단을 보지 못하고 그대로 아프리카 동부 해안가로 이동하였다. 다만 1488년 5월에 다시 포르투갈로 돌아가기 위하여 길을 가고 있던 도중에는 아프리카 최남서단을 발견하는 데에 성공하여, 이 곳에 ‘폭풍의 곷’이라는 이름을 새롭게 붙였다. 디아스의 보고를 받은 당시 포르투갈의 왕 주앙 2세는 그가 개척한 항로가 부와 황금을 가져다 줄 것이라고 확신, 아프리카 최남서단의 이름을 ‘희망봉(喜望峯, Cape of Good Hope)’이라고 변경하였다.

### 네덜란드 식민화

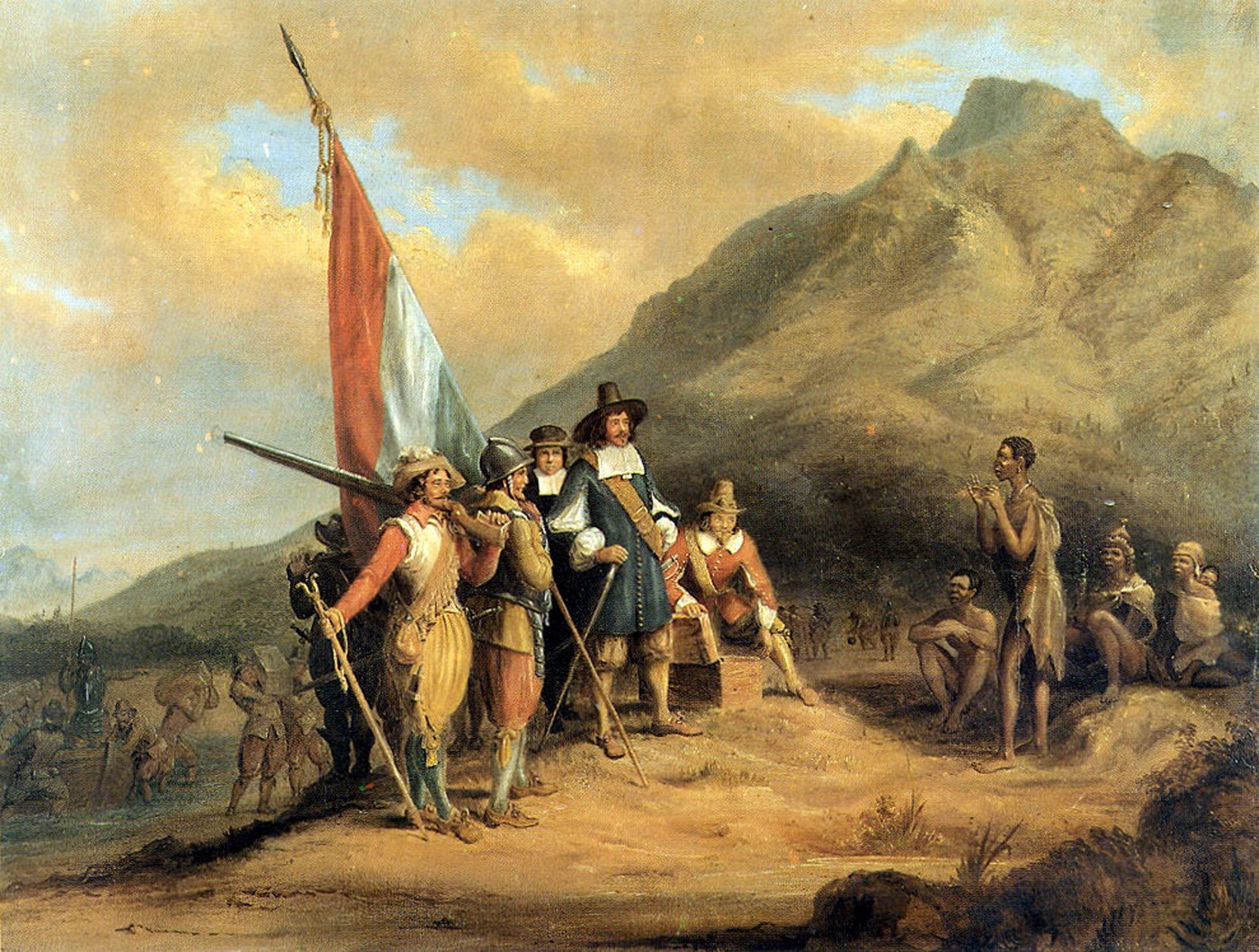
얀 반 리베크의 도착(찰스 벨)

17세기 초 즈음에 포르투갈의 해상력이 점차 약화되어가기 시작하자, 그 대신 영국과 네덜란드의 상인들이 서로를 제치고 인도와의 향신료 거래를 독점하기 위하여 경쟁을 벌였다. 영국 동인도 회사는 1601년부터 남아프리카 지역에 새로운 무역 기지를 건설하기 위하여 조사 작업을 벌이기는 하였으나, 결국 세인트 헬레나 섬을 새로운 무역 기지로 삼았다. 네덜란드는 한편 네덜란드 동인도회사의 선박이 희망봉에 몇 달동안 좌초했던 1647년부터 본격적인 관심을 보이기 시작하였다. 이 좌초한 선박의 선원들은 이 곳에서 신선한 물과 고기를 얻어냈고, 워낙 토질도 좋았기에 채소도 길러내어 자급자족할 수 있었는데, 이들이 네덜란드로 구조되어 돌아간 이후 그들은 희망봉의 식민지화 잠재력에 대하여 매우 긍정적으로 보고하였던 것이다.
1652년에 희망봉 항로를 발견한지 대략 150여 년이 지났을 때, 얀 반 리베크가 네덜란드 동인도회사의 도움을 받아 희망봉에 나중에 케이프타운의 원형이 되는 첫 식민기지를 건설하였다. 당시 식민기지에는 스스로를 ‘자유시민’이라고 부르는, 해외 네덜란드 식민지에 거주하며 동인도회사를 위해 일하는 사람들이 다수 모여 살고 있었다. 네덜란드의 상인들은 인도네시아, 마다가스카르, 동아프리카 등의 지역에서 수많은 노예들을 실어왔고, 이때부터 점차 이들간의 혼혈들이 발생하며 남아프리카 지역은 인종적으로 매우 다양한 사회로 발전하기 시작하였다. 이들은 기독교와 네덜란드어를 자연스레 받아들이며 남아프리카 지역의 새로운 민족으로 점차 자리매김하였다. 네덜란드인들은 점차 남서쪽으로 확장하며, 그 곳에 본래 살고 있던 코사족들과 코사 전쟁을 벌였다. 이들은 그레이트피시 강 근처에 있는 비옥한 목축지를 얻어내기 위하여 서로 싸움을 벌였는데, 이때 최전방지에서 농사를 지으며 새로운 땅을 개척했던 네덜란드계 농부들은 스스로를 ‘보어인’이라고 불렀다. 보어인들은 점차 느슨한 형태의 자경단을 조직하기 시작하였고, 코사족들을 쫓아내기 위하여 인근 코이산 족들과도 연합을 맺었다. 네덜란드와 코사족은 몇 십년 동안 잔인하고 참혹한 전투를 시시때때로 벌였고, 약탈이나 강간이 일어나는 경우도 허다했다.

### 영국 식민화
1795년과 1803년에 대영제국은 프랑스 1제국이 아프리카에서 영향력을 확대하는 것을 막기 위하여 1795년과 1803년 사이에 케이프타운을 침공하여 점령하였다. 1803년에는 바타비아 공화국이라는 이름으로 잠시나마 다시 네덜란드의 영토로 인정받았으나, 얼마 지나지 않은 1806년에 다시 영국령으로 편입되었다. 나폴레옹 전쟁이 영국의 승리로 끝나자, 케이프타운은 공식적인 영국령으로 인정받았으며 얼마 지나지 않아 대영제국 공식 영토로 국제적인 공인을 받았다. 1818년 즈음부터는 영국인들이 점차 케이프타운 지역으로 이주하기 시작하였으며, 대부분이 유럽인 노동자들의 수를 확충하고 코사족들의 침입을 막아내기 위한 목적으로 정부 차원에서 들여온 자들이었다. 19세기 초반, 줄루족들은 샤카 줄루의 지도 하에 힘을 키우고 영토를 넓혀갔다. 샤카 줄루가 벌인 전쟁으로 인하여 남부 아프리카에서는 부족간의 전쟁이 일어났고, 대략 100만 명에서 200만 명의 원주민들이 죽어 1820년대 아프리카 남부 지역에서는 인구밀도가 대단히 희박해졌을 정도였다. 이후 줄루족에서 파생된 마타벨레족은 음질리카즈 왕 아래에 거대한 제국을 세우기도 했다. 1800년대 초, 영국 당국에 의해 쫓겨난 많은 네덜란드 이민자들, 즉 보어인들은 케이프타운에서 뻗어나오기 시작하여 인근 트란스발, 오렌지 자유국, 나탈 등으로 이주하기 시작하였다. 이들은 세력을 확장해나가며 보어 공화국, 나탈리아 공화국, 오렌지 자유국, 트란스발 공화국 등을 세웠다.
1867년에는 이 곳에서 다이아몬드가 발견되었고, 1884년에는 금 광산이 발견되어 엄청난 규모의 경제 발전과 인구 증가가 시작되었다. 이 광물들의 발견으로 남아프리카 지역의 중요성을 깨달은 영국은 이 곳에 대한 통치를 강화하였고, 이 때문에 원래의 흑인 거주민들과 네덜란드계 보어인들, 그리고 새롭게 이주해들어오는 영국인들 사이에서의 갈등은 점차 커져만 갔다. 1876년 5월 16일에 남아프리카인 공화국의 대통령이었던 토마스 버거스는 인근 흑인 부족들에게 전쟁을 선포하였는데, 이 전쟁에서 남아프리카인 공화국은 흑인들의 맹렬한 공격으로 완패하였으며, 결국 강제로 평화협약에 조인할 수 밖에 없었다. 이후 버거스 대통령은 국내 인기를 완전히 잃었으며, 결국에 1877년 4월 12일에는 영국에게 주권을 양도하였다. 1878년과 1879년에 영국은 원주민들을 상대로 끊임없이 공세를 펼쳤으나 계속 실패하였고, 1879년 11월에 2,000명의 영국 병사들과 보어인들을 동원하고 나서야 이들을 꺾을 수 있었다.  1879년에 일어난 줄루 전쟁은 영국과 줄루 왕국 사이에서 일어난 대격돌이었다. 캐나다 지역에서 카나본 경이 미국 인디언들을 상대로 승리를 거두자, 영국 정부는 이같은 전술을 비슷하게 잘 활용하면 줄루족들도 꺾을 수 있을 것이라 예상하고 헨리 바틀 경을 보내 줄루족의 공격을 명령하였는데, 이 전쟁에서 줄루족은 이산들와나 전투에서 대승을 거두는 등 용맹을 떨쳤으나 결국 영국군의 무기 공세를 이기지 못하고 패배하고 말았다.

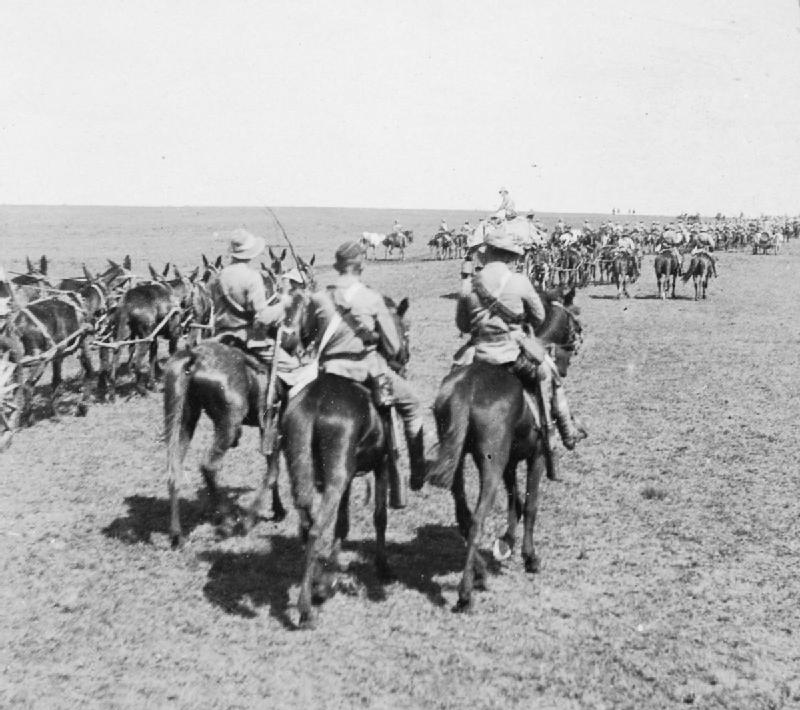
1899-1902 제2차 보어전쟁

### 보어 전쟁
케이프타운에서 쫓겨난 네덜란드계 백인들이 세운 보어 공화국들은 1차 보어전쟁에서는 지역 지형에 기반한 게릴라 전법을 잘 활용하여 성공적으로 영국군을 막아내었으나, 2차 보어전쟁에서 영국군이 압도적인 병력과 더 정예병들을 이끌고 돌아오자 결국 엄청난 피해를 내고 영국에 점령당했다. 이때 27,000여 명에 달하는 보어인 여성들과 어린아이들이 영국 강제수용소에서 비참한 죽음을 맞이한 것으로 알려져 있다.

#### 독립
보어 전쟁이 끝난 이후, 남아프리카 지역에 살고 있던 백인들은 점차 반영국 정책을 펴면서 영국으로부터의 자치와 독립을 요구하였다. 이 시기에 인종차별은 사회적으로 만연하였으나, 1879년의 원주민 거주법령 등 몇몇 경우를 제외하고는 정부 법령으로까지 제정되어 있지는 않았다. 2차 보어전쟁이 끝나고 약 8년 후, 영국 의회는 1909년 5월 31일에 남아프리카 연방을 만들어 남아프리카 지역에 더 큰 자율성을 부여하였으며, 트란스발, 나탈, 케이프타운, 오렌지 자유국을 모두 남아프리카 연방에 포함시켰다. 이들 지역은 각각 트란스발주, 나탈주, 케이프주, 오렌지 자유국주가 되었다.
1913년에 제정된 원주민 토지법은 흑인들의 토지 소유권을 크게 제한하였고, 흑인들이 소유한 토지의 비율은 전체 국토의 7% 밖에 되지 않았다. 또한 혼혈인들이 소유한 토지들도 크게 줄었고, 이 모든 토지들은 이후 영국 등에서 이주해온 백인들의 차지로 돌아갔다. 1931년에 남아프리카 연방은 영국 본토로부터 완전한 자치를 허가받았고, 영국 정부는 더 이상 남아프리카에 힘을 발휘할 수 없는 처지가 되어버렸다. 1934년에는 남아프리카당과 국민당이 합쳐져 연합당을 결성하였으며, 이들은 아프리카 혼혈들과 백인들 사이의 타협점을 찾고자 했다. 1939년에는 남아프리카 연방이 영국의 동맹으로 2차 세계대전에 참전하며 영국의 편에서 싸우는 것에 대한 말이 많던 연합당에서 내분이 일어났고, 당도 결국은 쪼개졌고 국민당은 연합당에서 분리되어 나왔다.
1948년에 국민당은 선거로 권력을 장악하였다. 국민당은 네덜란드와 영국의 식민기부터 시작된 인종차별정책을 강화하였으며, 모든 국민들을 백인, 흑인, 아시아계 3분류로 나누어 각각의 권리와 자유를 엄격히 제한하였다. 전 국민의 20%도 안되는 백인들은 압도적 다수의 흑인들을 지배하였으며, 후에 ‘아파르트헤이트’라 불리는 거대한 인종차별정책이 사회 전반적으로 시행되었다. 당시 남아프리카에 살던 백인 상류층들은 아프리카 최상위 삶의 질을 영유하였으며, 거의 제1세계에 맞먹는 경제 소득을 가지고 있었다. 하지만 하류층인 흑인들은 교육, 소득, 주거, 복지 등 모든 분야에서 차별받았으며, 백인들과 비교했을 때도 훨씬 더 비참한 삶을 살았다.

### 공화국 수립
1961년 백인들만의 국민 투표에 의해 개헌이 되어 영국 여왕의 통치를 벗어나 대통령을 세우고 공화국이 되었다. 당시 대통령은 상징적인 지위였고 총리에게 실질적 권한이 있었으나 1983년 다시 한번 개헌이 되어 총리직을 철폐하고 대통령이 모든 권한을 갖게되었다. 1961년 공화국 수립시 여타 영 연방 국가들의 반발로 영 연방에서 탈퇴되었다가 1994년에 다시 복귀했다.

### 핵무기 개발과 포기
1960년대 이후로 남아프리카 공화국이 국제적으로 고립되고, 1970년대 들어서는 이웃의 앙골라, 모잠비크와 적대관계가 되자(앙골라는 나미비아 독립운동을, 모잠비크는 아프리카 민족회의를 지원했다) 남아프리카 공화국에서는 난국을 타개할 목적으로 핵무기 개발에 착수, 1980년대 말까지 총 6기의 핵무기를 개발했다. 다만 개발 프로젝트가 진행되는 도중에도 추가 핵무기 생산계획이 대통령에 의해 취소되는 등 내부적으로 많은 논란이 있었으며, 1989년 당선된 클레르크 정권은 핵확산금지조약 가입과 핵무기 폐기를 추진, 1991년까지 정해진 스케줄에 따라 보유한 모든 핵무기를 폐기했다. 루머로는, 유치원 마당 지하실에서 우라늄 농축 실험을 하고 있었는데, 미국의 열화상 카메라가 탑제된 인공위성에게 촬영되었다고 한다.

### 국제사회의 제재
세계적으로 악명높은 아파르트헤이트 정책으로 인해서 국제사회의 제재 및 통제를 받아왔으며 결국 국제 연합으로부터 1945년 가입 이래 강제축출되고 지위권마저 박탈되어서 한동안 안보리이사회에 참여할 수 없었다.
그러다가 넬슨 만델라 정부가 출범하여 아파르트헤이트 정책이 폐지되면서 유엔에 재가입되어서 복권되었고 안보리이사회에서도 다시 참여할 수 있게 되었다.
비정치기구인 국제 올림픽 위원회와 국제축구연맹으로부터도 이러한 아파르트헤이트 정책이 여파를 주게되어서 1960년 로마 하계올림픽을 마지막으로 그 이후 대회부터 참가가 정지되었으며 1992년 바르셀로나  하계올림픽부터 참가지위를 회복하여 다시 참가하였고 월드컵에서도 아프리카 지역예선에 출전이 제한되었다가 지위를 회복하여 다시 출전하게 되었다.

### 정권 이양
1990년대에 들어서 국내외 여론의 압박에 못이긴 국민당정권은 인종차별정책폐기를 선언하고 1990년 상징적으로 흑인 운동가 넬슨 만델라를 석방하여 인구의 80%를 차지하는 흑인계의 정치단체인 아프리카민족회의(ANC)로의 정권이양의 발판을 마련했다. 1994년 남아공사상 첫 보통선거가 치러지고 아프리카민족회의가 집권하여 첫 흑인대통령으로 넬슨 만델라가 선출됐다.

### 최근 상황
남아프리카 공화국은 타보 음베키 대통령이 사임한 이후, 2009년 새로운 대통령으로 제이컵 주마가 당선되었다.

## 정치
아프리카에서 몇 안 되는 다당제가 존재하는 민주주의 국가 중 하나이다. 의회는 상원과 하원 제도로, 모두 임기 5년의 《전국국가평의회》(90명, 상원), 《국민의회》(400명, 하원)로 구성되고, 원수가 되는 대통령은 의회의 의결로 선출된다.
2009년 5월 6일 국민의회(하원)는 아프리카 민족회의(ANC)의 제이콥 주마를 새 대통령으로 선출했다. 금액도 제를 채택하고 있으며, 입법부는 케이프타운 도시권, 행정부는 츠와나 도시권(프리토리아), 사법부는 블룸폰테인에 위치해 있다.

### 입법(국회)
아파르트헤이트 철폐 이후 세 번의 선거가 실시되어 모두 인종차별 투쟁을 주도한 《아프리카민족회의》(ANC)가 70%에 가까운 득표로 압승했다. 아프리카너와 보수에 지지 기반을 둔 《민주동맹》(DA), 콰줄루나탈 주를 기반으로 하는 《잉카타 자유당》(IFP), 한때 정권을 집권했던 국민당과 ANC의 탈당자를 중심으로 조직된 《통일민주운동》(UDM)이 계속 활동하고 있지만, 전체 의석의 70% 이상이 ANC가 차지하고 있다.
이후 UDM은 약화되어 해체되었고, 사임한 타보 음베키 전 대통령을 지지자들이 ANC에서 탈당해 《국민회의》(COPE)를 창당해 ANC에 대안 정당으로 부상하고자 하였으나 2009년 총선에서 별다를 영향을 주지 못하였다. ANC 또한 전 정권의 부패와 주마 현 대통령의 각종 스캔들로 말미암아 주요 지지 기반인 흑인들로부터 예전같은 열렬한 지지를 얻지 못하였고, 이는 곧바로 의석수 감소로 이어졌고, 개헌선인 2/3에 못 미치는 결과를 초래했다. 백인이 주요 지지 기반인 DA는 ANC와 COPE의 분열로 인한 흑인표 분산, 그리고 흑인 정권의 부패와 스캔들에 따른 ANC의 강력한 견제 세력으로 부상하고자 했으나 실패했다. 그러나 《웨스턴케이프주》에서 ANC를 압도적으로 누르는 등 이전 선거에 비해 눈에 띠는 큰 성과를 얻었다. 그러나 2014년 선거에서 COPE가 참패하고 EFF당이 경제 정책을 내세워 큰 수의 의석을 확보했다.
| 정당명                  | 전국주평의회 （상원） | 국민회의 （하원） |
| ----------------------- | --------------------- | ----------------- |
| 아프리카민족회의 (ANC） | 33                    | 249               |
| 민주동맹 (DA）          | 13                    | 89                |
| 경제해방투사 (EFF）     | 6                     | 25                |
| 잉카타 자유당（IFP）    | 0                     | 10                |
| 기타                    | 2                     | 27                |
| 기타（특별의원）        | 36                    | -                 |
| 계                      | 90                    | 400               |

### 행정
행정 중심지는 프리토리아이다. 대통령은 행정부의 수장을 겸직하고 의회를 조직한다.

### 사법
1994년에 설치된 헌법재판소 외에, 대법원을 필두로 하는 세 심사 제도의 사법 제도이다. 사법부는 블룸폰테인에 위치해 있다.

## 경제

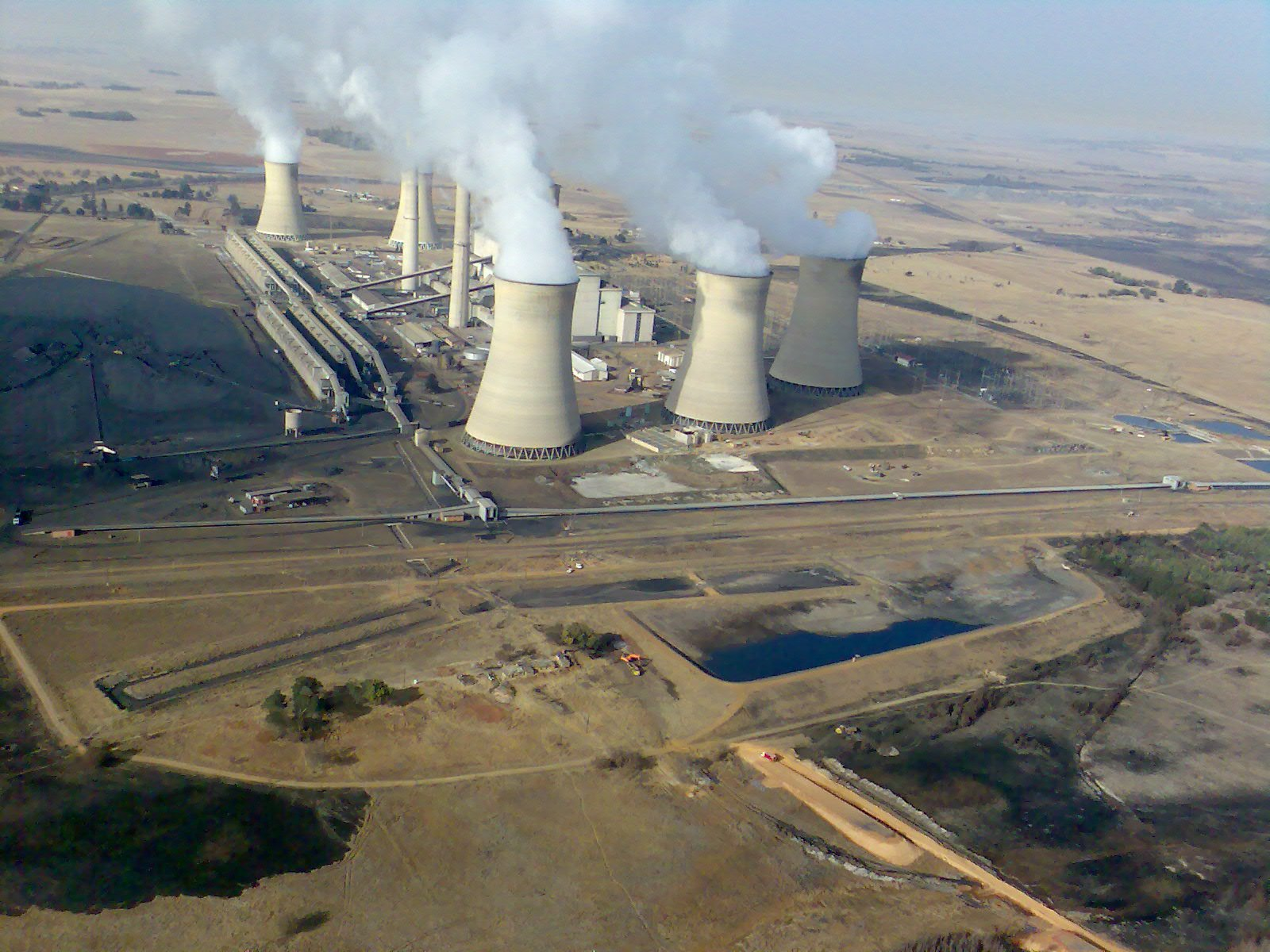
아르놋 발전소

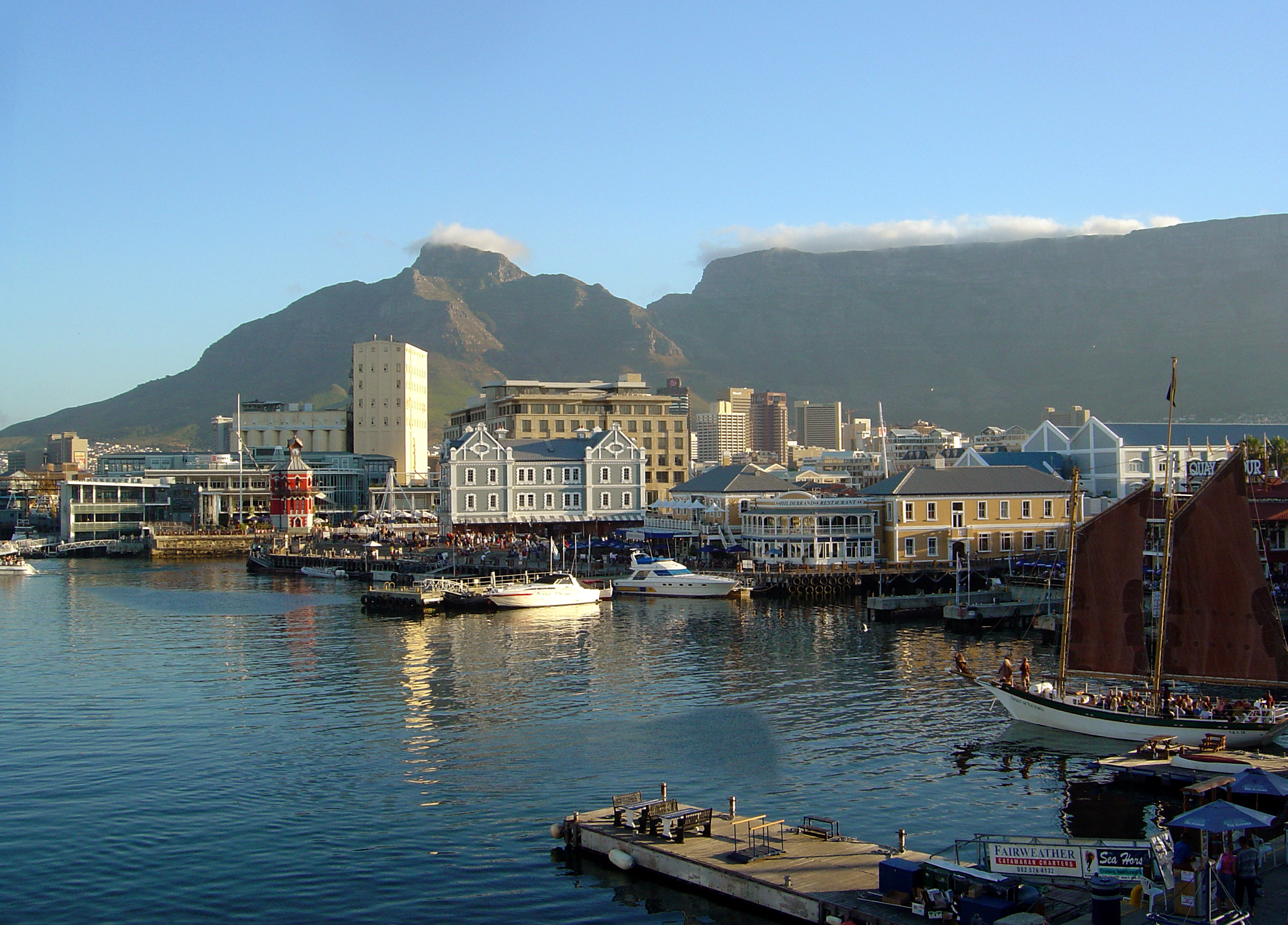
케이프타운의 워터프론트, 테이블 만에 접한 항구로 쇼핑, 레스토랑, 호텔 등이 밀집

### 주요 산업

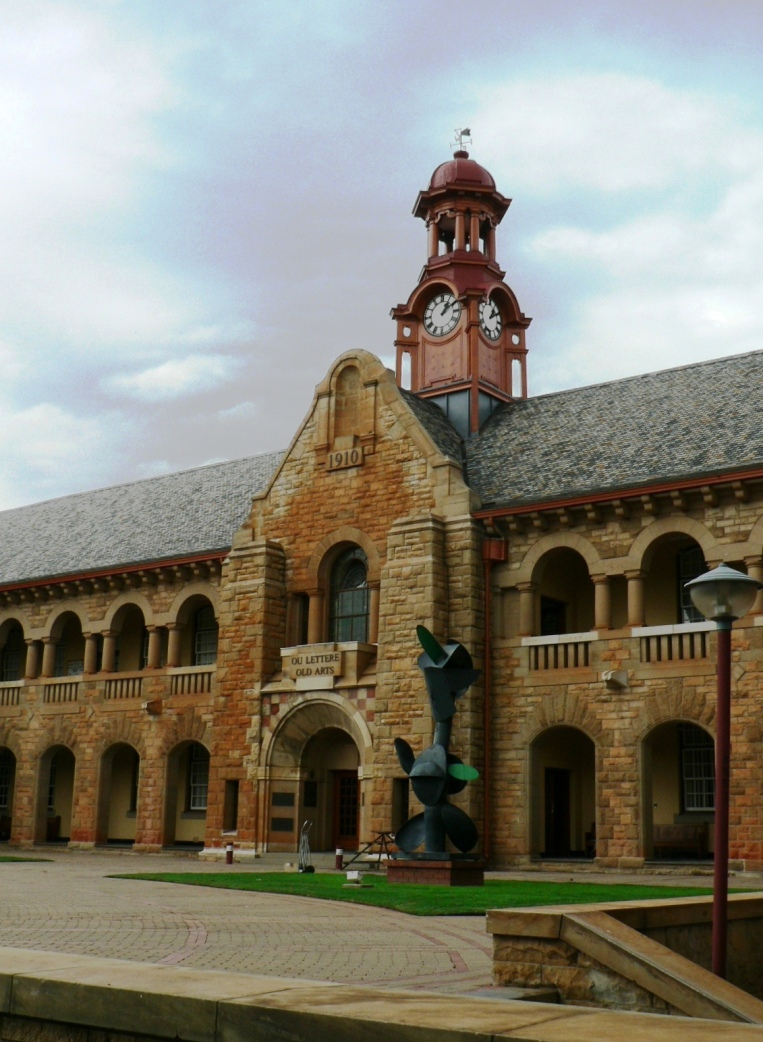
프리토리아 대학교

남아프리카공화국은 농목업이 발달하여, 남부 고원 지대에서는 옥수수가 많이 생산되고, 서부 지역에서는 밀이 많이 생산된다. 또한 지중해성 기후 지대에서는 밀과 함께 포도, 오렌지, 설탕 등이 산출되기도 한다. 한편 내륙의 건조한 초원 지대에서는 양을 많이 기르는데, 양모를 수출하기도 한다.
이 나라의 가장 중요한 산업은 광공업이다. 지하자원으로 금, 다이아몬드, 우라늄, 백금, 망간, 크롬, 안티몬, 석탄, 철광석 등이 산출되는데, 대부분이 트란스발주(Transvaal)에 집중되어 있다. 금은 세계 전체 생산량의 60% 정도가 산출되는데, 요하네스버그가 그 중심지다. 다이아몬드는 세계 전체 생산량의 약 20%를 차지하며, 킴벌리(Kimberley)에서 특히 많이 생산된다. 석유의 생산은 없다.
남아프리카 공화국은 아프리카에서 공업이 가장 발달한 나라로 제철, 기계, 화학, 섬유, 자동차 등이 특히 발달하였다.
최근 다임러 크라이슬러사가 더반 시내에 자동차 생산 공장을 건설하였고, 메르세데스-벤츠 C 클래스의 오른쪽 핸들 차량을 생산하여 출하를 시작했다. 이 차량은 주로 일본이나 영국에 수출하고 있다. 또한 BMW, 폭스바겐과 닛산 자동차 등 수출 거점으로서 남아공에 공장을 두고 있다. 게다가 이 기지는 동해안의 포트엘리자베스에도 많이 존재하고 있다.
GDP 성장률은 2005년 5.1%, 2006년 5.0%으로 견조한 성장이 계속되고 있다. JSE는 세계적인 증권거래소이다. 1인당 GDP는 2008년 시점으로 4,605 달러(MER), 10,119 달러(PPP)이다.
아파르트헤이트가 끝난 후 전력 수요가 급증했음에도 불구하고 발전소의 건설이 10년 이상 진행되지 않았기 때문에, 2007년 무렵부터 전력 부족이 문제가 되었다. 2008년 1월에는 남아프리카 전력공사(ESCOM)는 계획 정전을 실시하였고, 당시 호경기를 맞이하던 백금 광산의 조업이 제한되는 사태가 발생하여, 백금의 시세를 상승시켰다. 이를 해소하기 위해 ESCOM는 주변 여러 나라에서 송전이나 발전소 증설을 계획하고 있지만, 전력 부족은 2015년까지는 해소되지 않을 전망이다.

## 지리

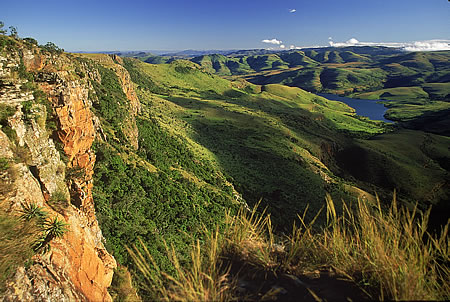
남아공에서 가장 높은 산맥인 드라켄즈버그산맥

남아프리카 공화국은 아프리카 대륙의 남단에 위치하고 있으며, 국토의 대부분이 고원으로 되어 있다. 대서양과 인도양 두 대양에 걸친 2500킬로미터가 넘는 해안선을 가지고 있다.
오렌지 자유국주와 나탈 경계에는 드라켄즈버그산맥(최고봉 타바나 은틀레니아는 표고 3,482미터)이 있다. 케이프주의 내륙 대지의 남쪽은 해안선과 병행해서 달리는 표고 2,000∼2,700m의 산맥이 있다. 해안 지방과 하천 유역은 농업에 적합하다. 남아프리카 최대의 오렌지강이 국토의 중앙을 횡단하여 대서양으로 흘러들고 있으며, 그밖에 림포포강, 발강 등이 있다.

### 기후
기후대는 전체적으로 내륙 지방은 반건조 기후이지만, 지역별로 변화가 커서, 동쪽 지대는 온난 습윤 기후와 나미비아 부근의 칼라하리 사막으로부터 모잠비크와의 국경 부근의 아열대 기후, 남서쪽 해안 지대는 지중해성 기후에 이르기까지 다양하다.
남아프리카 공화국은 남반구에 위치하고 있어 4계절이 대한민국과 반대이며, 습한 지역보다는 건조한 지역이 많다. 과도한 목장으로 인한 사막화가 진행 중이다. 남서부는 겨울에 비가 많은 지중해성 기후, 북동부는 아열대성 기후이다. 트란스발의 고저에는 겨울에 서리가 내리며 여름에는 적당한 양의 비가 내린다. 강우량은 서에서 동으로 갈수록 많아지며 여름 6개월 동안에 집중된다.
| 도시           | 여름 (1월) | 여름 (1월) | 겨울 (7월) | 겨울 (7월) |
| 도시           | 최대       | 최소       | 최대       | 최소       |
| -------------- | ---------- | ---------- | ---------- | ---------- |
| 블룸폰테인     | 31         | 15         | 17         | -2         |
| 케이프타운     | 26         | 16         | 18         | 7          |
| 더반           | 28         | 21         | 23         | 11         |
| 이스트런던     | 26         | 18         | 21         | 10         |
| 조지           | 25         | 15         | 19         | 7          |
| 요하네스버그   | 26         | 15         | 20         | 4          |
| 킴벌리         | 33         | 18         | 19         | 3          |
| 움타타         | 27         | 16         | 21         | 4          |
| 무시나         | 34         | 21         | 25         | 7          |
| 넬스프루이트   | 29         | 19         | 23         | 6          |
| 피터마리츠버그 | 28         | 18         | 23         | 3          |
| 폴로콰네       | 28         | 17         | 20         | 4          |
| 포트엘리자베스 | 25         | 18         | 20         | 9          |
| 프리토리아     | 29         | 18         | 24         | 5          |
| 리차드 베이    | 29         | 21         | 23         | 12         |
| 스쿠쿠자       | 33         | 21         | 26         | 6          |
| 토호이안두     | 31         | 20         | 24         | 10         |
| 어핑턴         | 36         | 20         | 21         | 4          |

## 사회
| <1 /km2 1–3 /km2 3–10 /km2 10–30 /km2 30–100 /km2 |  | 100–300 /km2 300–1000 /km2 1000–3000 /km2 >3000 /km2 |

인구밀도 지도

많은 이민자가 무지개 국가를 형성했다

남아프리카 공화국의 주민 수는 약 5천만명으로 대한민국과 비슷하며, 이들 주민은 문화, 언어, 신앙 등이 저마다 달라 다양성이 넘친다. 2011년 남아프리카 공화국 통계청(Statistics South Africa)의 인구 조사는 응답자에게 자신의 정체성을 다섯 가지 인종 구분 가운데 하나로 고르게 하였는데 결과는 다음과 같다.
- 흑인 80%
- 백인 10%
- 인도계 또는 컬러드 10%

### 민족 구성
본래 이 지역에 살던 원주민은 반투족과 호텐토트 족 그리고 부시먼 족이었으나, 호텐토트 족과 부시먼 족은 반투 니그로 족과 유럽인에게 쫓겨 칼라하리 사막 주변으로 옮겨 갔고, 지금은 주로 보어 족과 영국계의 백인이 거주한다. 백인은 전체 인구의 약 20%를 차지하고 있지만 정치·경제적인 실권을 쥐고 있으며, 아파르트 헤이트가 철폐되기 이전에는 흑인에 대해서는 철저한 인종 차별 정책을 사용했었다.
남아프리카 공화국 인구 대부분이 스스로를 아프리카 흑인이라고 밝혔지만, 이는 문화상으로나 언어상으로나 균일한 집단이 아니다. 주요 민족은 줄루족, 코사족, 바소토족(남 소토), 바페디족(북 소토), 벤다족, 츠와나족, 총가족, 스와지족, 은데벨레족 등이다. 줄루족, 코사족, 바페디족, 벤다족 등은 남아프리카 공화국에만 있다.
다른 집단은 거주지가 남아프리카 공화국의 이웃 나라와 겹친다. 바소토족은 레소토의 주요 민족이다. 츠와나족은 보츠와나의 다수 민족, 스와지족은 에스와티니의 다수 민족이다. 은데벨레족은 짐바브웨의 마테벨렐랜드에도 사는데, 거기서의 민족 명칭은 ‘마테벨레’이다. 하지만 이들은 사실 샤카의 탄압을 빗겨가기 위해 그곳으로 떠나 정착한 줄루족의 후예로 줄루어를 쓴다. 총가족은 모잠비크 남부에도 거주하는데, 거기서는 샹간족으로 알려져 있다.
남아프리카 공화국을 중심으로 아프리카 남부에 많이 거주하는 네덜란드계 백인이다. 남아프리카 공화국의 백인 인구 중 60%를 차지하며 남아프리카의 실권을 잡고 있다. 이들을 보어인이라고 하며, 이들 백인은 대부분 네덜란드인, 독일인, 프랑스의 위그노, 영국인, 아일랜드인 등 식민 이주자의 후손이다. 언어상으로는 아프리칸스어를 사용하는 집단과 영어를 사용하는 집단으로 크게 나뉜다. 지난 한 세기 동안 이민해 온 소수 집단은 다른 언어를 쓰기도 한다. 백인 인구는 낮은 출산율과 국외 이민으로 줄어들고 있다.
컬러드(Coloured, 유색인)란 명칭은 동아프리카와 중앙아프리카에서 들여온 노예, 당시 희망봉 주변에 살던 원주민인 코이산족, 원주민인 아프리카 흑인, 네덜란드인/아프리카너인과 영국인을 비롯한 백인, 자바인, 말레이인, 인도인, 마다가스카르인, 그 외 포르투갈인과 미얀마인을 비롯한 여러 유럽·아시아인 등 다양한 집단이 혼혈된 후손을 이르는데, 지금도 사용되고 있다. 대부분 아프리칸스어를 쓴다. 코이산족이라 불리는 이들은 피부색이 옅고 키가 작다는 데서 함께 묶어서 다루는 두 집단을 함께 일컫는다. 이들은 유럽인이 ‘호텐토트’라 부른 농경인 코이코이족과 수렵 채집인 부시먼이다. 또 더 최근에 들어온 유색인 집단도 있는데, 옛 로디지아(현 짐바브웨)와 나미비아에서 들어온 유색인과 인도와 미얀마에서 인도와 미얀마의 독립 이후 희망봉을 찾아온 영국인-인도인, 영국인-미얀마인 혼혈인이다.
남아프리카 공화국의 아시아인은 대부분 인도계이다. 상당수는 19세기에 당시 나탈이란 이름으로 알려진 동부 해안의 사탕수수 농장에 일하러 온 계약 노동자이다. 약 10만 명쯤 되는 화교도 살고 있다.

### 언어
| 아프리칸스어 영어 남은데벨레어 코사어 줄루어 북소토어 |  | 소토어 츠와나어 스와티어 벤다어 총가어 비특정어 |

| 남아프리카 공화국의 언어 (2011년) | 남아프리카 공화국의 언어 (2011년) | 남아프리카 공화국의 언어 (2011년) | 남아프리카 공화국의 언어 (2011년) | 남아프리카 공화국의 언어 (2011년) |
| --------------------------------- | --------------------------------- | --------------------------------- | --------------------------------- | --------------------------------- |
| 언어                              |                                   |                                   | 사용자                            |                                   |
| 줄루어                            | 줄루어                            |                                   | 22.7%                             | 22.7%                             |
| 코사어                            | 코사어                            |                                   | 16.0%                             | 16.0%                             |
| 아프리칸스어                      | 아프리칸스어                      |                                   | 13.5%                             | 13.5%                             |
| 영어                              | 영어                              |                                   | 9.6%                              | 9.6%                              |
| 북소토어                          | 북소토어                          |                                   | 9.1%                              | 9.1%                              |
| 츠와나어                          | 츠와나어                          |                                   | 8.0%                              | 8.0%                              |
| 소토어                            | 소토어                            |                                   | 7.6%                              | 7.6%                              |
| 총가어                            | 총가어                            |                                   | 4.5%                              | 4.5%                              |
| 스와티어                          | 스와티어                          |                                   | 2.5%                              | 2.5%                              |
| 벤다어                            | 벤다어                            |                                   | 2.4%                              | 2.4%                              |
| 남은데벨레어                      | 남은데벨레어                      |                                   | 2.1%                              | 2.1%                              |
| 남아공 수화                       | 남아공 수화                       |                                   | 0.5%                              | 0.5%                              |

남아공 언어 지도.

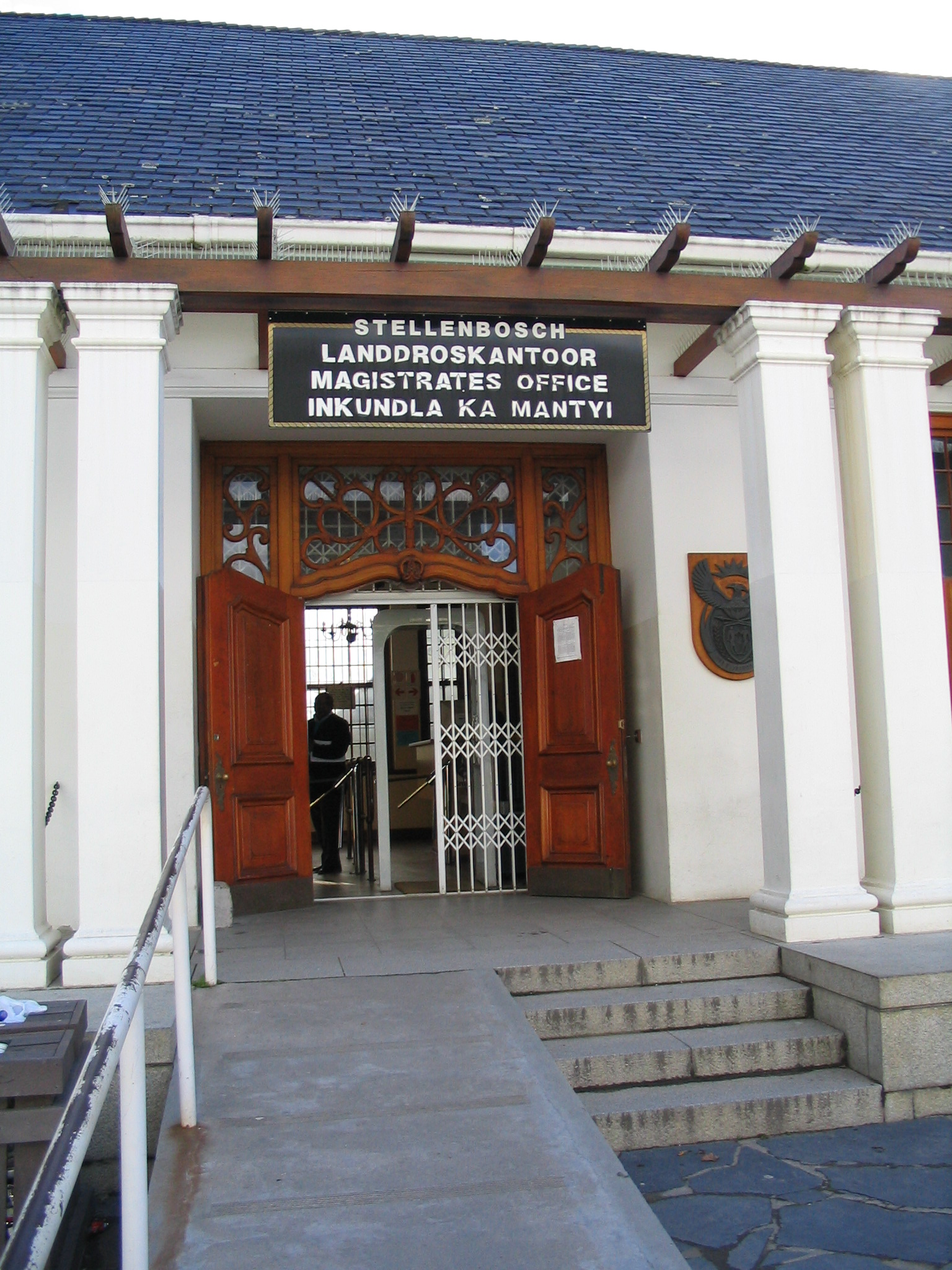
아프리칸스어, 영어, 코사어가 쓰인 정부 건물.

영어를 비롯하여 북소토어, 벤다어, 소토어, 스와티어, 아프리칸스어, 남은데벨레어, 줄루어, 총가어, 츠와나어, 코사어 등 총 11개의 공용어가 있다. 공용어가 아닌 언어를 모어로 쓰는 인구는 전체 인구의 2% 이하이다. 대부분의 남아프리카 공화국 사람들은 다중언어 구사자들이다. 1910년부터 1925년까지는 영어와 네덜란드어가 공용어였으며, 1925년에는 아프리칸스어가 공용어로 추가됐고 일상 생활에서는 사용자가 크게 줄어든 네덜란드어를 대체했다. 1984년에는 네덜란드어가 공용어에서 빠져 1994년까지는 영어와 아프리칸스어 두 언어가 공용어였다.
1994년부터 아프리카 민족회의가 집권한 뒤로 영어가 정부에서 주요 언어로 쓰이고 있으나 남아프리카 공화국 사람들은 어떤 목적으로든 토착어 사용에 다소간 자부심을 느끼는 경우가 있다. 상업에서는 영어와 함께 아프리칸스어가 주로 쓰이며 두 언어를 유창하게 말하는 화자가 가장 많다.
언어학적으로 봤을 때 남아프리카 공화국의 공용어는 두 개의 서게르만어군 언어와 아홉 개의 반투어군 언어로 이루어져 있다. 반투어군 가운데 남은데벨레어와 줄루어, 코사어는 응구니어에 속하고, 북소토어와 소토어, 츠와나어는 소토츠와나어에 속하며 총가어는 츠와롱가어에 속한다.

#### 언어 통계
줄루어, 코사어, 아프리칸스어 순서대로 남아프리카 공화국에서 모어로써 흔히 쓰인다. 영어는 모어로 쓰이는 언어 가운데 네 번째로 흔한 언어이지만 대부분의 도시 지역에서 통용되며 정부와 언론에서 많이 쓰고 있다.
대부분의 남아프리카 공화국 사람들은 반투어군의 소토츠와나어 또는 응구니어에 속하는 언어를 쓴다. 두 집단에 속하는 언어들은 대부분 서로 이해가 가능하다.
아홉 개의 토착어들은 크게 두 지역으로 나눌 수 있는데, 응구니어에 속하는 언어들은 주로 남동쪽에서 쓰이며 소토츠와나어에 속하는 언어들은 주로 북쪽 내륙 지역과 보츠와나 및 레소토에서 쓰인다. 하우텡 주는 여러 언어들이 섞인 지역으로 응구니어 사용자와 소토츠와나어 사용자, 인도유럽어족 언어 사용자가 거의 비슷해 도심 지역에서는 여러 언어가 뒤섞인 은어가 생기기도 했다.
네덜란드어에서 나온 아프리칸스어는 서쪽에서 가장 널리 쓰이는 언어로 약 61%의 백인들과 76%의 컬러드들이 모어로 쓰고 있다. 아프리칸스어는 내륙 지역과 북쪽에서도 널리 쓰이며 농촌 지역의 흑인들이 제2언어 또는 제3, 제4언어로 쓰고 있다.

#### 기타 주요 언어
헌법에는 명시돼 있지 않지만 남아프리카 공화국에서 쓰이는 토착어로는 파나갈로어, 로베두어, 북은데벨레어, 푸티어 등이 있다. 이 가운데 로베두어는 북소토어의 사투리라는 주장이 많다.
남아프리카 공화국에는 유럽과 아프리카의 다른 지역, 인도 아대륙 등지에서 온 이민자들이 많으며, 이로 인해 다양한 외국어들이 쓰이고 있다. 그리스어, 구자라트어, 힌디어, 포르투갈어, 타밀어, 텔루구어, 우르두어, 이디시어, 이탈리아어 등은 오래 전부터 쓰였으며 네덜란드어, 프랑스어, 독일어를 쓰는 사용자들도 적은 수가 있다. 공용어가 아닌 이 언어들은 이 언어들이 많이 쓰이고 있다고 알려진 지역에서 제한적으로 반(半)공식적으로 쓰일 수 있다.
공용어가 아닌 언어들 가운데 가장 빠른 속도로 사용자 수가 늘고 있는 언어는 포르투갈어로 앙골라와 모잠비크에서 온 이민자 및 난민들 사이에서 주로 쓰였다. 프랑스어는 프랑스어권인 중앙아프리카에서 온 이민자들 사이에서 쓰이며 역시 사용자 수가 늘고있다.

#### 헌법 조항
남아프리카 공화국 헌법 제1장(설립 조항)과 제6장(언어)은 정부의 언어 정책의 근간이다.
1996년 12월 16일 넬슨 만델라 대통령이 서명한 영문 헌법에서는 언어의 이름들이 대부분 해당 언어의 이름으로 쓰였다. 세소토(Sesotho)는 소토어를 뜻하며, 이시은데벨레(isiNdebele)는 남은데벨레어를 뜻한다. 다만 북소토어를 넓은 의미의 세소토 사 레보아(Sesotho sa Leboa)가 아닌 주요 사투리인 세페디(Sepedi)로 규정한 것과 벤다어를 옳은 표기인 Tshivenḓa가 아닌 Tshivenda로 표기한 것과 관련해서는 논란이 있다.

1. 공화국의 공용어는 세페디 (Sepedi), 세소토 (Sesotho), 세츠와나 (Setswana), 시스와티 (siSwati), 치벤다 (Tshivenda), 시총가 (Xitsonga), 아프리칸스어 (Afrikaans), 영어 (English), 이시은데벨레 (isiNdebele), 이시코사 (isiXhosa)와 이시줄루 (isiZulu)이다.
2. 우리 국민들이 쓰는 토착어들의 상태와 그 사용이 역사적으로 약화됐으므로, 주들은 이 언어들의 사용을 증진시키고 상태를 개선시킬 수 있는 실용적이고도 분명한 방법들을 시행해야만 한다.
3. (a) 중앙 정부와 지방 정부는 어떤 특정한 공용어를 쓸 수 있으며 사용 빈도, 현실성, 비용, 지역의 상황과 전체적 또는 관련된 지역의 인구의 필요도와 선호도의 균형을 고려해야 한다; 다만 중앙 정부와 각 지방 정부는 적어도 두 개 이상의 공용어를 써야만 한다.
(b) 지방 단체들은 거주민들의 사용 빈도와 선호도를 고려해야만 한다.
4. 중앙 정부와 지방 정부는 법적 기준과 기타 기준에 따라 공용어의 사용을 규제하고 감독해야만 한다. 세부 항목 조항을 벗어나지 않는 정도에서 (2), 모든 공용어들은 균등하고 공정한 대우를 받아야만 한다.
5. 헌법에 따라 설치된 범남아프리카언어위원회(Pan South African Language Board)는
(a) 다음 언어들의 발전과 사용을 촉진시키고 조건을 조성해야만 한다.
   (i) 모든 공용어;
   (ii) 코에어, 나마어, 코이산어족; 그리고
   (iii)수화; 그리고
(b) 다음 언어들의 사용을 증진시키고 존중을 보장해야만 한다.
   (i) 독일어, 그리스어, 구자라트어, 힌디어, 포르투갈어, 텔루구어, 타밀어와 우르두어를 포함하는 남아프리카의 공동체에서 흔하게 쓰이는 모든 언어들; 그리고
   (ii) 아랍어, 히브리어, 산스크리트어와 남아프리카에서 종교적인 목적으로 쓰이는 다른 언어들
 — 남아프리카 공화국 헌법

### 종교
| 종교구성 (남아프리카 공화국) | 종교구성 (남아프리카 공화국) | 종교구성 (남아프리카 공화국) | 종교구성 (남아프리카 공화국) | 종교구성 (남아프리카 공화국) |
| ---------------------------- | ---------------------------- | ---------------------------- | ---------------------------- | ---------------------------- |
|                              |                              |                              |                              |                              |
| 개신교                       | 개신교                       |                              | 70%                          | 70%                          |
| 무종교                       | 무종교                       |                              | 15%                          | 15%                          |
| 기타                         | 기타                         |                              | 15%                          | 15%                          |

대부분이 개신교이다. 기독교가 처음 남아공에 유입하게 된 것은 1652년 네덜란드에서 가톨릭의 박해를 피해 개신교도였던 보어인(농민)이 이민해 오면서부터였고(대부분 개혁교회교인), 그 후에 영국의 식민 정책과 아울러 성공회교회를 비롯하여 영국 감리교회, 침례교회, 스코틀랜드 장로교회 등이 함께 들어오게 되었다. 정권을 장악한 백인은 흑인 원주민을 자신들과 차별을 두기 위하여 인종격리 정책(아파르트헤이트)을 이용하였다. 이에 대한 반발로 흑인 문화를 수용하고 흑인 중심의 '시온 그리스도인 교회'(ZCC)가 급성장하였다.
식민지 이민으로 시작한 남아공의 개신교는 인종 차별을 묵인하였다. 네덜란드에서 유래한 개혁교회는 백인 중심 교회로 근래까지 인종차별을 묵인하였고, 영국에서 유래한 성공회와 감리교회는 흑인 교인을 수용하기 시작하며 인종차별에 대항하였다. 남아공 개혁교회는 인종차별을 정당화한 잘못을 이단적인 행위, 곧 기독교의 교의에 어긋나는 행동이라고 반성하였다. 그리고 아파르트헤이트 반대 운동의 상징적 존재였던 투투는 성공회 주교였다.

## 문화
남아프리카공화국은 다종교 사회이고 피부색에 따라 여러 집단으로 나뉘어 있다. 아프리카인(人)과 영국인 모두 어느 한쪽으로 섞이는 것을 원하지 않아 전통의 흑인 문화는 크고 작은 여러 집단으로 형성되어 있다. 전통 흑인 문화는 도시가 아닌 지역에 여전히 많이 남아 있으며, 남성의 힘과 정신을 하나의 신으로 여기고 일부다처제의 문화가 허용된다. 또한 부와 제물의 상징으로 양을 키우는 것도 문화의 한 형태이다.

### 스포츠

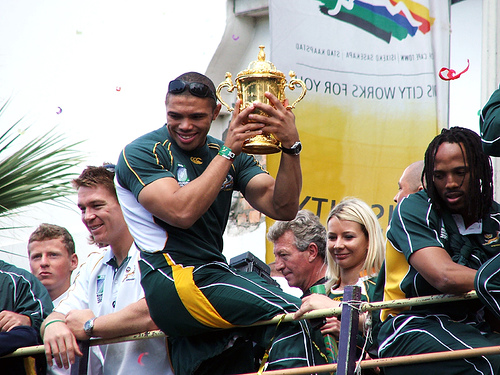
버스 퍼레이드를 하는 스프링복스, 2007 럭비 월드컵

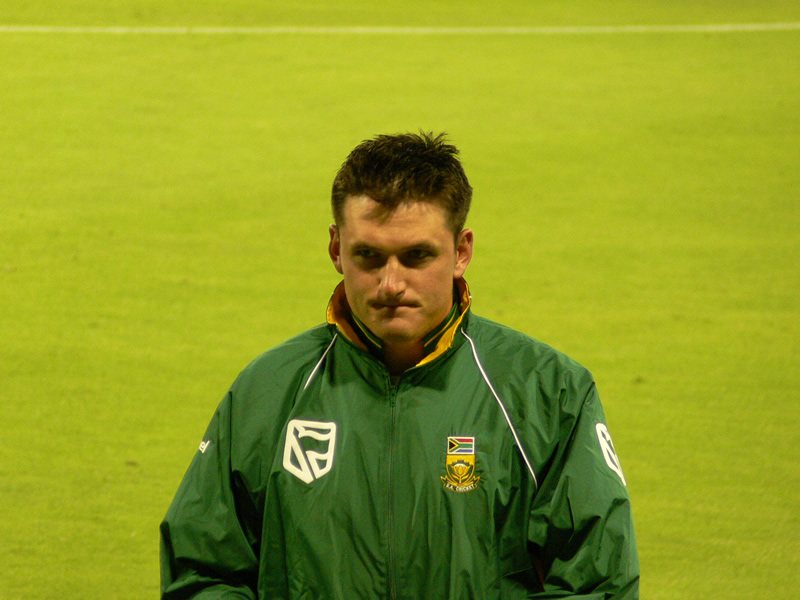
그레엠 스미스, 남아공 크리켓 국가대표의 주장

남아프리카 공화국은 영연방의 일원으로 영국식 스포츠가 인기를 끌고 있는데 인구의 80%인 흑인들이 좋아하는 축구가 남아공에서 가장 인기있는 스포츠이다. 그 다음 인기있는 스포츠는 럭비와 크리켓으로 럭비는 남아프리카 공화국의 백인들 사이에서 인기가 있고 크리켓은 백인과 흑인 구분없이 좋아하는 스포츠로 알려져 있다.
올림픽에서는 1904년 세인트루이스 올림픽 때부터 참가하기 시작했는데, 그때까지만 해도 백인만 참가하며 우 마련이었다. 1964년부터 아파르트헤이트 문제로 7개의 대회 참가가 금지되었으며, 아파르트헤이트 정책 폐지 이후에야 참가가 허용되었다. 럭비 월드컵에서는 1995년과 2007년, 그리고 2019년 결승에서 영국을 꺾고 우승하였다. 월드컵 축구 대회에는 1998년 프랑스 월드컵 때부터 출전하기 시작했다. 그리고 2010년 6월 12일부터 7월 11일까지 아래의 도시와 경기장에서 2010년 FIFA 월드컵을 개최하였다.
- 케이프타운의 그린 포인트 경기장
- 더반의 모세스 마비다 경기장
- 요하네스버그의 엘리스 파크 경기장, 사커 시티 경기장
- 블룸폰테인의 프리스테이트 경기장
- 포트 엘리자베스의 넬슨만델라베이 경기장
- 넬스프루이트의 음봄벨라 경기장
- 폴로콰네의 피터 모카바 경기장
- 루스텐버그의 로열 바포켕 경기장
- 프리토리아의 로프터스 버스펠드 경기장

그러나 남아프리카 공화국은 2010년 FIFA 월드컵에서 멕시코와 대등한 경기 끝에 1-1로 비겨 16강 진출을 성사시키려는 듯했으나, 이어 벌어진 우루과이와의 경기에서 디에고 포를란에게만 2골을 허용한 끝에 0-3 대패를 당한데 이어 프랑스와의 경기는 2-1로 이겨 1승1무1패 승점 4점으로 멕시코와 승점이 같았으나 골 득실에서 밀려 조별 예선에서 탈락하는 불명예를 당했다.

### 세계 유산
남아공화국 내에는 유네스코의 세계유산 목록에 등록된 문화유산이 4건, 자연유산이 3개, 복합유산이 1개가 있다.

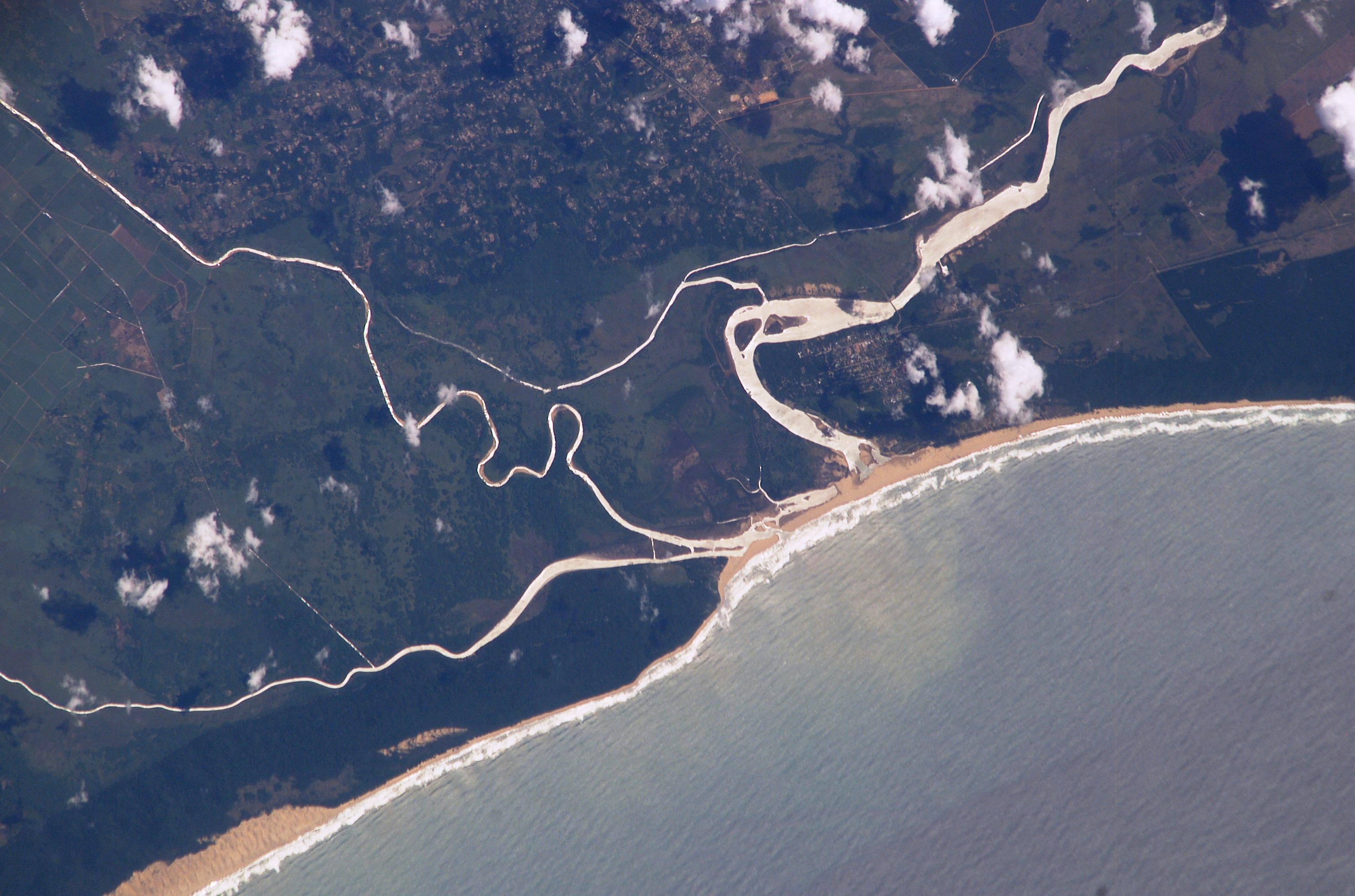
이시망갈리소 습지공원 - (1999년, 자연유산)
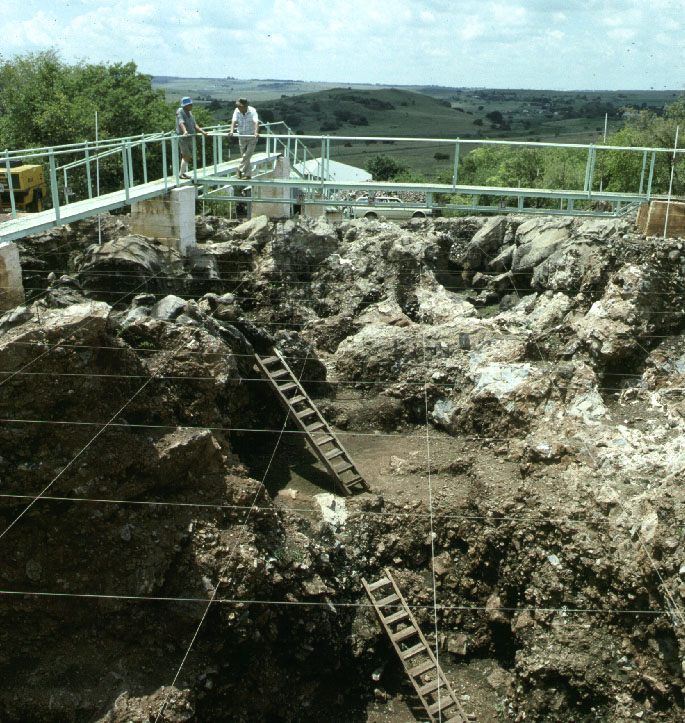
스테르크폰테인, 스와르트크란스, 크롬드라이 화석 호미니드 지역 및 주변 지역의 인류 화석 유적 - (1999년, 문화유산)
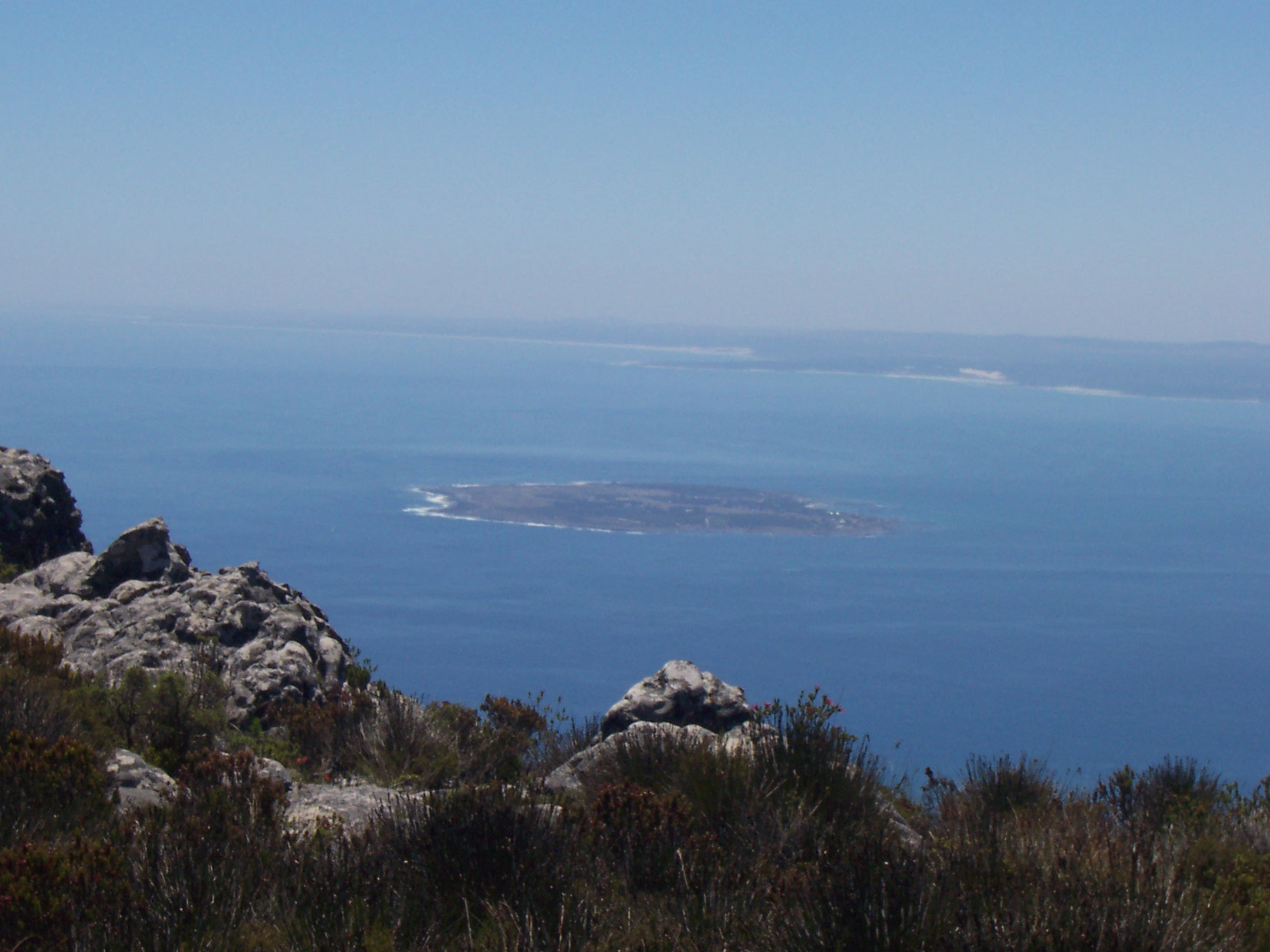
로벤섬 - (1999년, 문화유산)
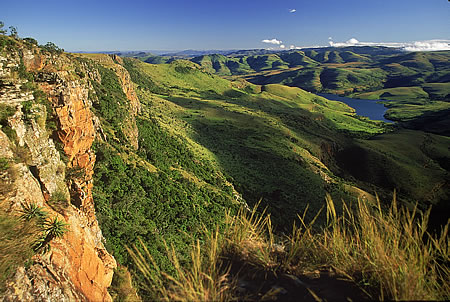
콰틀람바 / 드라켄즈버그 자연공원 - (2000년, 복합유산)
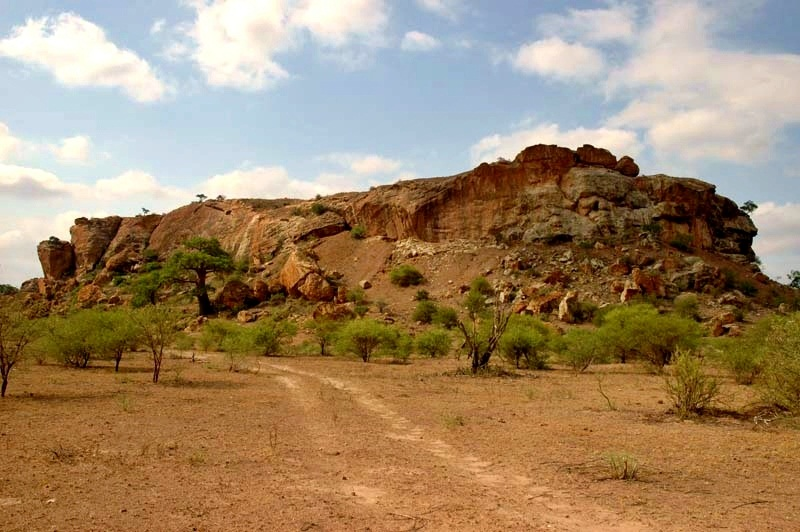
마푼구베 문화 경관 - (2003년, 문화유산)
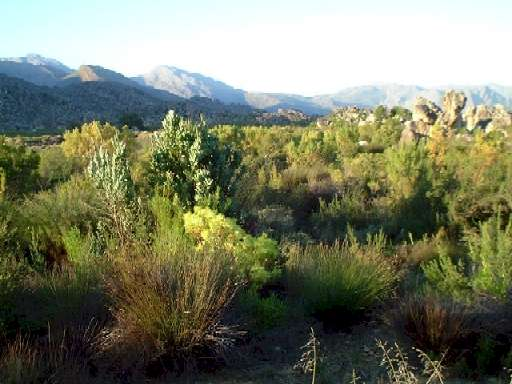
케이프 식물 보호 지구 - (2004년, 자연유산)
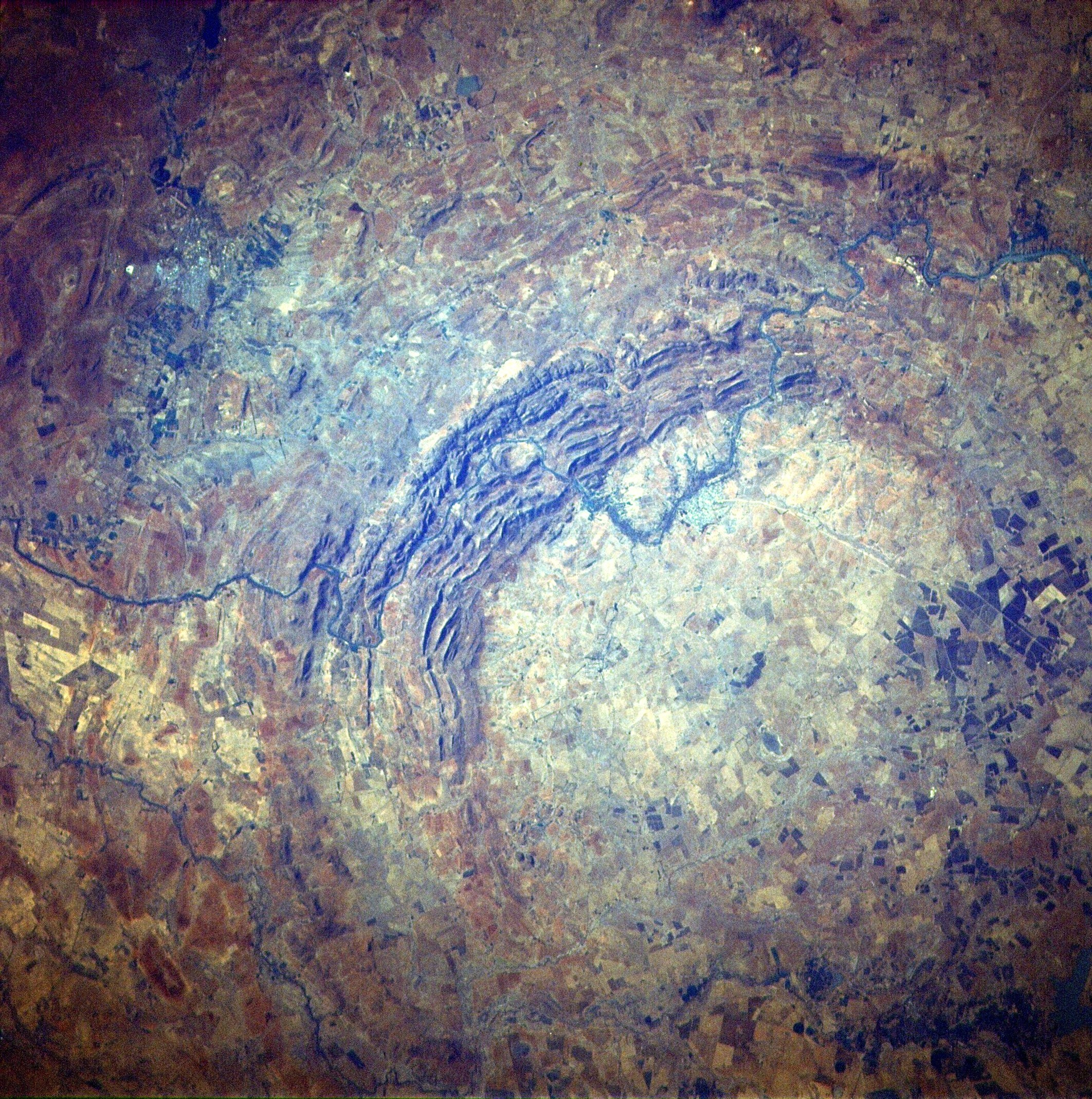
프레드포트돔 - (2005년, 자연유산)
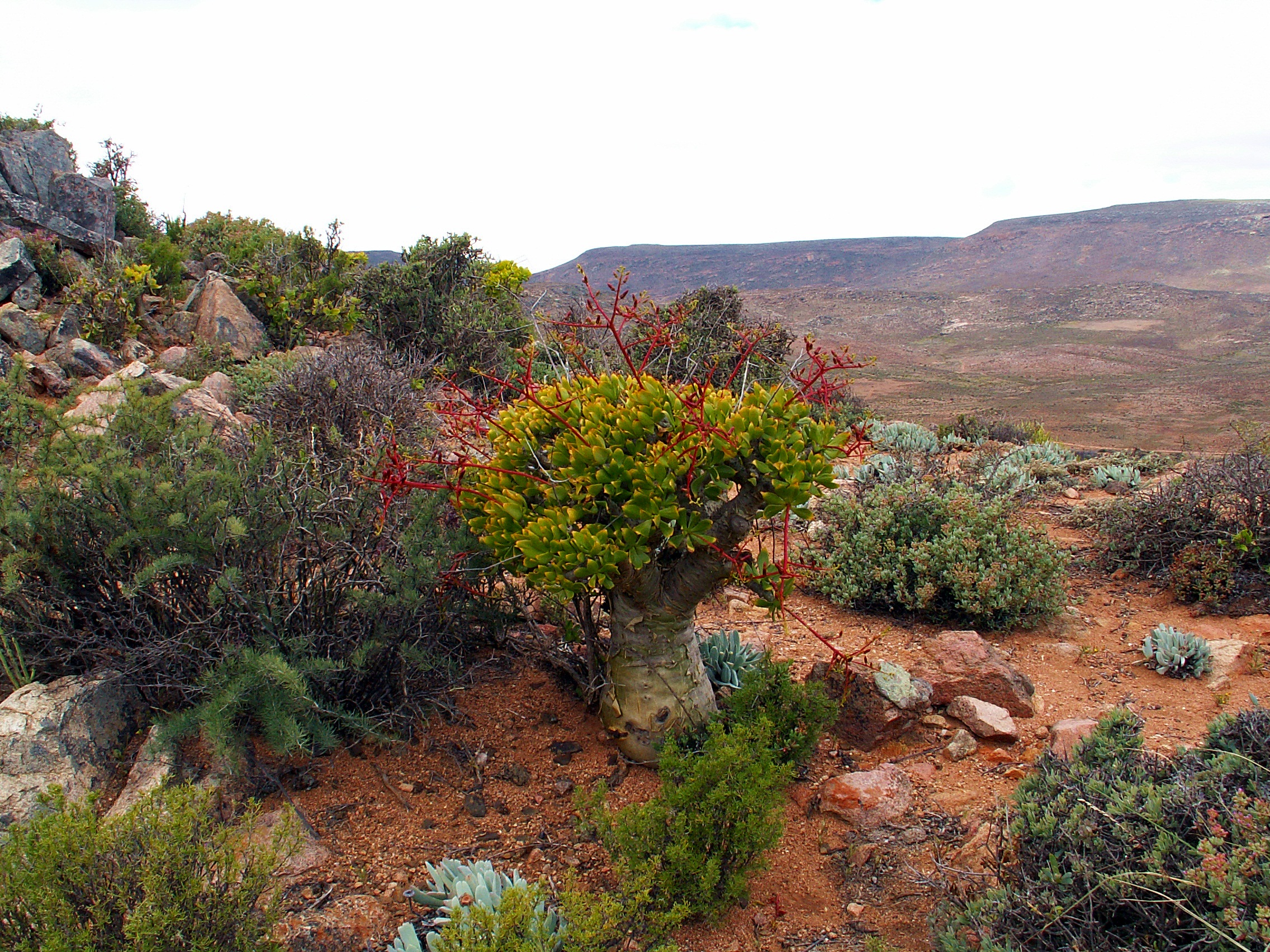
리흐터스펠트 문화 및 식물 경관 - (2007년, 문화유산)

## 교통
철도를 비롯하여 자전거의 교통이 특히 도시지역에서 활발하며, 특히 철도는 호화열차 블루트레인으로 유명하다.
고속도로가 잘 건설 되어 있는 편이며, 대부분의 도로는 통행료가 없다.
영국, 일본 등과 같이 좌측통행이며 차량 역시 우핸들로 대한민국과는 반대이다.

## 행정 구역
수도인 프리토리아(Pretoria)는 내륙 고원에 위치한 도시로 연방 정부가 있다. 그리고 가장 오래 된 항구 도시인 케이프타운(Cape Town)은 교통의 중심지이며, 연방 의회가 있는 곳이다.
입법 수도는 케이프타운, 사법 수도는 블룸폰테인, 행정 수도가 프리토리아이다.

### 전체 단위 구조
남아프리카 공화국의 행정구역은 9개 주로 이루어져 있다. 주 밑에 다시 수십개의 Local Municipality와 Metropolitan Municipality가 있고 그아래 City와 Town이 존재한다. Metropolitan Municipality는 8개가 있는데 요하네스버그를 중심으로 하는 City of Johannesburg Metropolitan Municipality, 케이프타운을 중심으로 하는 City of Cape Town Metropolitan Municipality, 더반을 중심으로 하는 eThekwini Metropolitan Municipality, 저미스턴(요하네스버그 서부,프리토리아 남부)을 중심으로하는 Ekurhuleni Metropolitan Municipality, 프리토리아를 중심으로하는 City of Tshwane Metropolitan Municipality, 포트엘리자베스를 중심으로하는 Nelson Mandela Bay Metropolitan Municipality, 이스트런던을 중심으로하는 Buffalo City Metropolitan Municipality, 블룸폰테인을 중심으로하는 Mangaung Metropolitan Municipality 순으로 인구가 많다.

### 주 목록
- 웨스턴케이프 주
- 노던케이프 주
- 이스턴케이프 주
- 콰줄루나탈 주
- 프리스테이트 주
- 노스웨스트 주
- 가우텡 주
- 음푸말랑가 주
- 림포포 주

### 표
| 번호 | 주              | 주도           | 면적(km2) | 인구       |
| ---- | --------------- | -------------- | --------- | ---------- |
| 1    | 웨스턴케이프 주 | 케이프타운     | 129,370   | 5,278,585  |
| 2    | 노던케이프 주   | 킴벌리         | 116,320   | 3,271,948  |
| 3    | 이스턴케이프 주 | 비쇼           | 169,580   | 6,527,747  |
| 4    | 콰줄루나탈 주   | 피터마리츠버그 | 92,100    | 10,259,230 |
| 5    | 프리스테이트 주 | 블룸폰테인     | 129,480   | 2,773,059  |
| 6    | 노스웨스트 주   | 마피켕         | 116,320   | 3,271,948  |
| 7    | 가우텡 주       | 요하네스버그   | 17,010    | 10,451,713 |
| 8    | 음푸말랑가 주   | 음봄벨라       | 79,490    | 3,643,435  |
| 9    | 림포포 주       | 폴로콰네       | 123,900   | 5,238,286  |
| 합계 | 합계            | 합계           | 1,219,080 | 48,502,063 |

## 대외 관계
남아프리카 공화국은 출범 당시 영연방 소속으로 영국에 우호적인 국가와 자동적으로 수교했다. 그러나 1948년 아파르트헤이트 시행 이후 영연방에서 탈퇴하면서 독자적인 외교를 추진하고 있다. 아파르트헤트 제도 도입 이후 미국, 벨기에, 이스라엘 등을 비롯한 서방 국가와 유착했으나, 1970년대 이후 정책으로 인해 국제적인 제제를 받았다 대한민국과는 1992년 수교 후 우호적인 관계가 유지되고 있어, 넬슨 만델라 대통령이 1995년 방한하여 큰 환영을 받았으며, 아프리카에서 가장 활발한 교류가 이루어지는 나라의 하나가 되었다. 조선민주주의인민공화국과는 1998년에 수교하였다. 2002년 한일 월드컵 때는 남아프리카 공화국이 한국에, 2010년 남아공 월드컵 때는 한국이 남아프리카 공화국에 대표팀을 파견하였는데, 두 나라 모두 해당대회에서 B조에 편성되었다.남아프리카 공화국은 한국에 영어강사로 취업할 때의 자격조건인 ‘영어를 모국어로 하는 나라’ 7개 중의 하나이다.

## 논란

### 인종차별의 고착화와 인종차별 저항운동

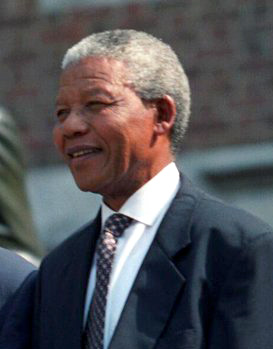
넬슨 만델라

아파르트헤이트는 남아프리카 공화국의 인종 차별 정책을 가리키는 말이다. 남아프리카 공화국은 국내의 비(非)백인에 대하여 버스나 열차, 호텔이나 식당의 이용 등 일상생활의 여러 면에서 차별 정책을 실시하여 왔다.
1945년 이후 아파르트헤이트(인종분리정책)라고 불리는 남아프리카공화국의 인종차별은 종교적 그리고 법적으로 정당화되었다. 우선 백인 신도가 대부분인 네덜란드 개혁교회(DRC, Dutch Reformed Church)에서는 성서를 문자적으로 해석하여 아파르트헤이트(인종분리정책)를 통한 인종차별을 정당화했는데, 이를테면 바벨탑 사건을 해석할 때 바벨탑을 쌓은 인간들이 야훼의 징벌로 흩어졌으니, 인종분리정책으로 흑인, 아시아계 등의 유색인종을 차별하는 것은 당연하다고 여기게 했던 사례가 있다. 교회 안에서도 정의(Justice)와 평등의 실천은 ‘민감한’, ‘미묘한’ 등의 단어를 통해 회피할 정도로 백인 기독교 신자는 그들이 만들어낸 인종차별 문제에 관심이 없었다.
제도적으로도 1961년 헌법 개정, 20여 개에 달하는 인종차별 법안 제정과 개정이 행해졌는데, 하나같이 흑인을 열등한 인종으로 간주하여 차별을 정당화하는 악법이었다. 이에 대해 흑인은 인종차별에 반대하는 폭력 항쟁으로 백인의 부당한 지배와 차별에 저항했는데, 1961년 샤프빌 항쟁, 1976년 소웨토 항쟁, 1986년 인민 항쟁이 이에 해당한다. 이에 대해 백인은 흑인 항쟁의 배후에 공산주의가 있다는 공산주의자 딱지 씌우기, 경찰과 정보기관의 탄압과 종족간 분쟁 유도로 흑인의 항쟁을 잔악하고 교활하게 탄압했다.
세계에서 가장 위험한 여행지
세계적인 보안업체 에이디티(ADT)는 2017~2019년 여행자들이 가장 많이 방문한 국가를 기준으로 조사를 진행해 2023년 7월 '세계에서 가장 위험한 여행지'와 '세계에서 가장 안전한 여행지'의 순위를 공개하였는데 순위에서 당당히 세계에서 가장 위험한 여행지 1위를차지했다.
인구 약 6000만명인 남아공은 매년 2만여명, 하루에 68명이 살해당할 정도로 세계에서 강력 범죄율이 가장 높은 나라 중 하나인데, 2023년 1분기 남아공의 살인 사건 피해자는 6289명에 달한다. 같은 기간 성범죄 피해자 수는 1만명을 훌쩍 넘겼다.

### 남아공 기독교계의 인종차별 반대 투쟁
남아공을 지배하온 주류 백인사회가 네덜란드 개혁교회(Dutch Reformed Church)와 프랑스 위그노에서 출발한 개신교도들인 점을 보면 남아공 기독교계가 인종차별에 저항했다는 것은 일반론으로 받아들일 수 없으나 다음과 같은 주장도 있다. 1949년 비주류 소수 백인 성직자들이 주도한 남아프리카 교회협의회(SACC, South Africa Council of Churches) 회의에서는 ‘다인종 사회에서의 그리스도인’이라는 주제로 모든 사람은 평등하며, 교육, 직업, 선거의 기회와 자유가 주어져야 한다고 선언했다. 이러한 남아공 교회의 인종차별 저항은 1980년대 가장 활발해졌는데, 흑인 성직자인 데스몬드 투투 성공회 주교(남아공 성공회 케이프타운 전 교구장), 백인 신학자 베이어스 노디아(Beyers Naudé), 알렌 보삭(Allan Boesak), 신학자 프랭크 치카네(현재 음베키 대통령의 비서실장)이 저항 운동을 주도하였으며, 《카이로스 문서》(Kairos Document), 《다마스커스 가는 길》(Road to Damascus)이라는 신앙고백으로 인종차별 저항조직에게 큰 영향을 주었다. 정계나 노동조합에서 일하는 기독교인도 인종차별 반대투쟁에 참여했으며, 진보신학자들은 대한민국의 민중신학처럼 민중을 역사의 주체로 해석한 남아프리카 흑인신학을 통해 인종차별에 대한 저항의식을 보였다.

### 인종차별 폐지와 과거사의 청산

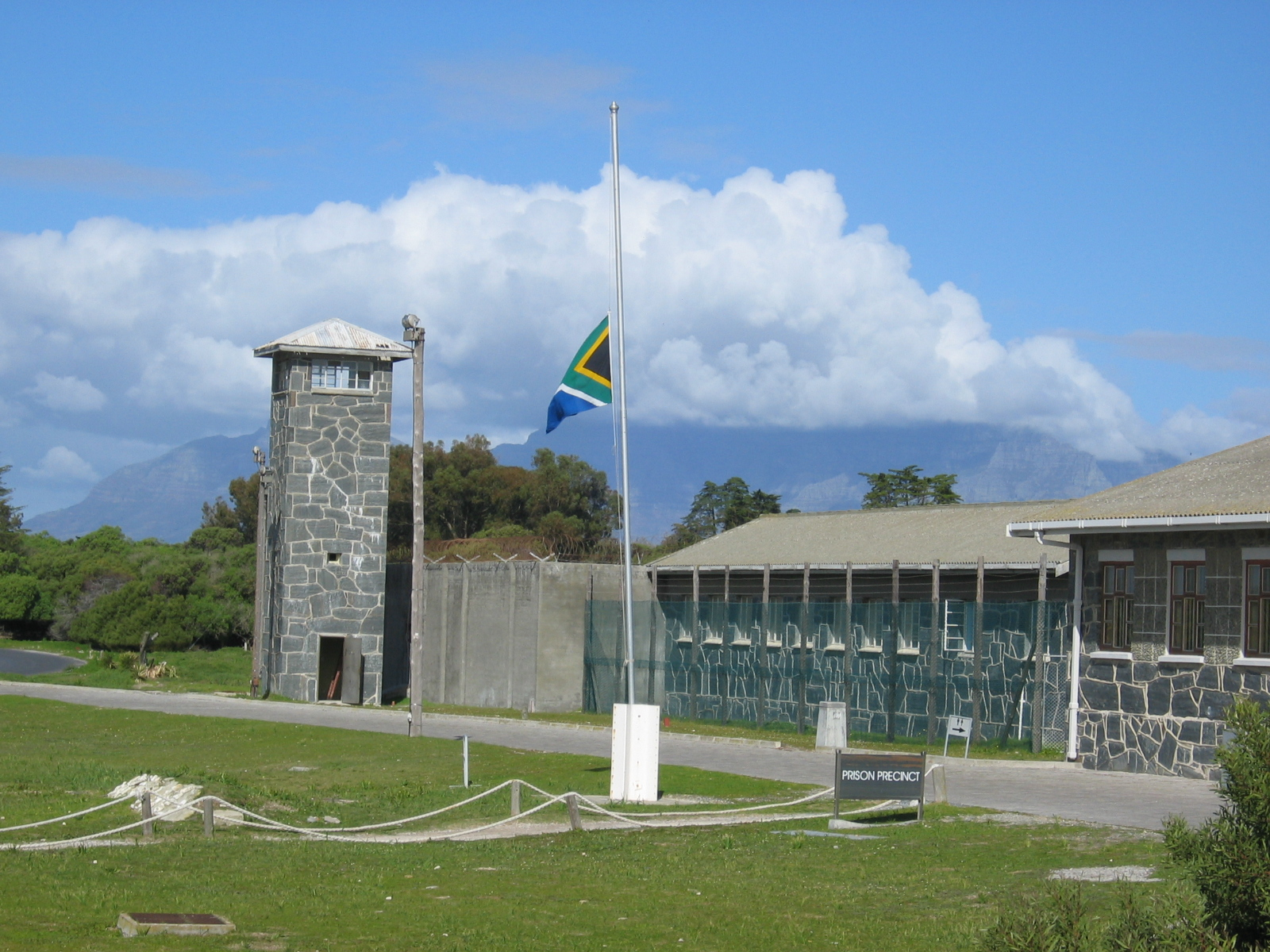
로벤섬의 감옥 건물

#### 인종차별 폐지의 배경
흑인과 교회의 저항을 받은 백인 지배층은 1990년 인종차별 정책을 폐지하고, 넬슨 만델라를 비롯한 흑인지도자를 석방해야 했는데, 이는 아파르트헤이트 즉 인종차별 정책이 부당하다고 생각해서가 아니라, 흑인과의 협상을 통해 경제적 기득권도 계속 유지하고, 백인의 차별과 폭력에 대한 흑인의 보복을 피하려는 계산에 따른 것이다. 실제로 흑인은 여러 차례에 걸친 무장항쟁을 통해 자신들을 탄압하는 백인에게 저항하였다.

#### 과거사 청산

##### 진실과 화해 위원회
1994년 남아프리카공화국 역사 최초로 흑백 연합 정부(흑인의 아프리카 민족회의와 백인의 국민당 연합)가 수립되었으며, ANC(Africa National Congress, 아프리카 민족회의)가 독자적으로 세운 귀국 망명자 위원회와 “ANC 회원이 자행한 ANC 죄수 및 구금자에 대한 만행 및 인권침해 조사위원회”에서 영향을 받은 진실과 화해 위원회(TRC) 설립이 있었다. 진실과 화해 위원회는 성공회 대주교인 데스몬드 투투 대주교가 의장으로 활동했으며, 가해자가 자신의 잘못을 정직하게 고백하고 용서를 구하면 민사상 책임을 면제해 주는 방식으로 과거사 청산을 실시하였다. 이는 가해자의 심리적인 부담감을 덜어줌으로써 진상을 정확히 규명하려는 목적에 따른 것이었다.

##### 진상 조사로 밝혀진 사실
그 결과 인종차별 시대에 경찰과 방위군이 국가가 위험에 빠지지 않기 위해서는 인권이 무시되어도 된다는 국가주의 논리로 ANC 활동가, 흑인의 인권을 옹호하는 사람 등을 고문하거나 살해했으며, 시체는 소각하거나 암매장했다는 사실이 확인되었다. 또한 인종차별이라는 사회구조적인 죄의 수혜자인 백인 의사 및 농부 등이 상처가 남지 않는 고문 방법을 알려주거나 자신의 농장을 고문 장소로 제공했으며, 경찰이나 방위군이 흑인을 ANC에 잠입시켜서 내부 분열을 조장하면 보수적인 언론이 흑인끼리 내분이 일어났다는 악의적인 보도를 함으로써 인종차별을 정당화했다는 사실도 확인되었다.

##### Freedom day(자유의 날)
자유를 누리며 민주적이고 평등한 선거권을 가진 날을 기념함.
남아공의 ‘자유의 날’은 최초로 민주적인 선거가 실시된 1994년 4월 27일을 기념하는 국경일이다. 1994년, 그 날은 인종에 상관없이 모든 18세 이상의 성인들이 투표한 최초의 날이자 남아공이 46년 동안의 공식적인 억압과 차별로부터 해방된 날이기도 하다. 오늘날 남아공에서는 '자유의 날'을 다양한 방식으로 축하하며 기념하지만, 이날 속에는 많은 아픔이 숨어있다.
‘자유의 날’이 된 배경에 있어서 빼놓을 수 없는 단어가 있는데 그것은 바로 ‘아파르트헤이트’이다. 아파르트헤이트란 분리, 격리를 뜻하는 말로 1950년 남아공의 백인 정부가 만든 극단적인 인종차별정책을 말한다.